# プログラム・フォー・アクション

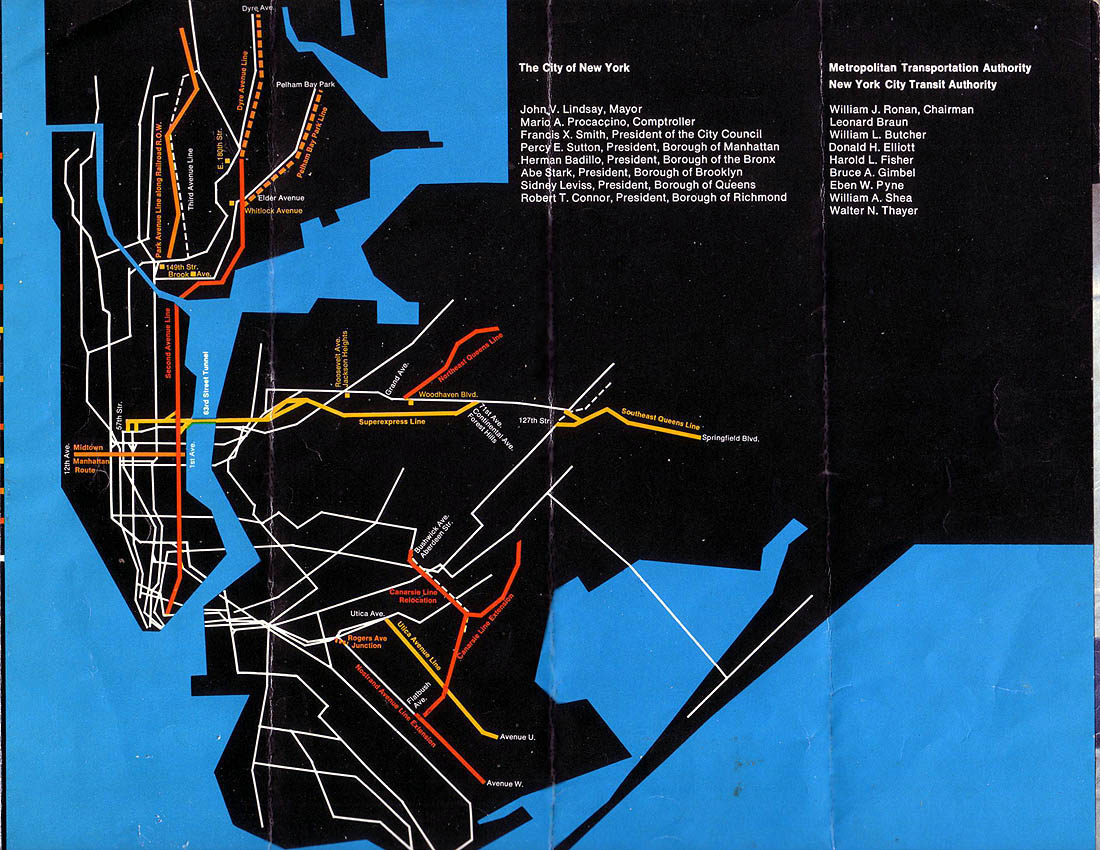
1969年の拡張計画地図

メトロポリタン・トランスポーテーション: ア・プログラム・フォー・アクション（英語: Metropolitan Transportation: A Program for Action）、単純に略してプログラム・フォー・アクションあるいはグランド・デザイン、ニュー・ルート・プログラムは、1960年代半ばにアメリカ合衆国のニューヨークにおいて、当時の市長ジョン・リンゼイが作成した、公共交通の大規模拡張提案である。プログラム・フォー・アクションは当初1968年2月29日に公表され、ニューヨーク市地下鉄の歴史の中でも最大級に野心的な拡張計画であった。計画では50マイル（約80キロメートル）に及ぶ線路を新設し、そのうちの8割以上はクイーンズ区に建設されることになっていた。総額29億ドルの計画には、現在のロングアイランド鉄道やメトロノース鉄道の通勤輸送や、公共交通をニューヨーク市域の空港とより緊密に連絡するなど、その他の公共交通手段の改善も含んでいた。
プログラム・フォー・アクションの計画で推進される交通の改善により、ニューヨーク市域の既存の公共交通の過密を救済できるものとされていた。しかし、プログラム・フォー・アクションで提案された多くの路線の新設や交通機関同士の連絡は承認されたにもかかわらず、ニューヨーク市が1975年に財政破綻寸前となってしまったため、2件のプロジェクト以外は資金不足により中止となった。残された63丁目線とアーチャー・アベニュー線の2件のプロジェクトは、当初計画に比べて大幅に全長を短縮され、当初予定していたよりもはるかに遅れて開通することになった。結局、プログラム・フォー・アクションでニューヨーク市地下鉄に建設されたのは、たったの6駅と15マイル（約24キロメートル）の線路のみであった。

## 背景

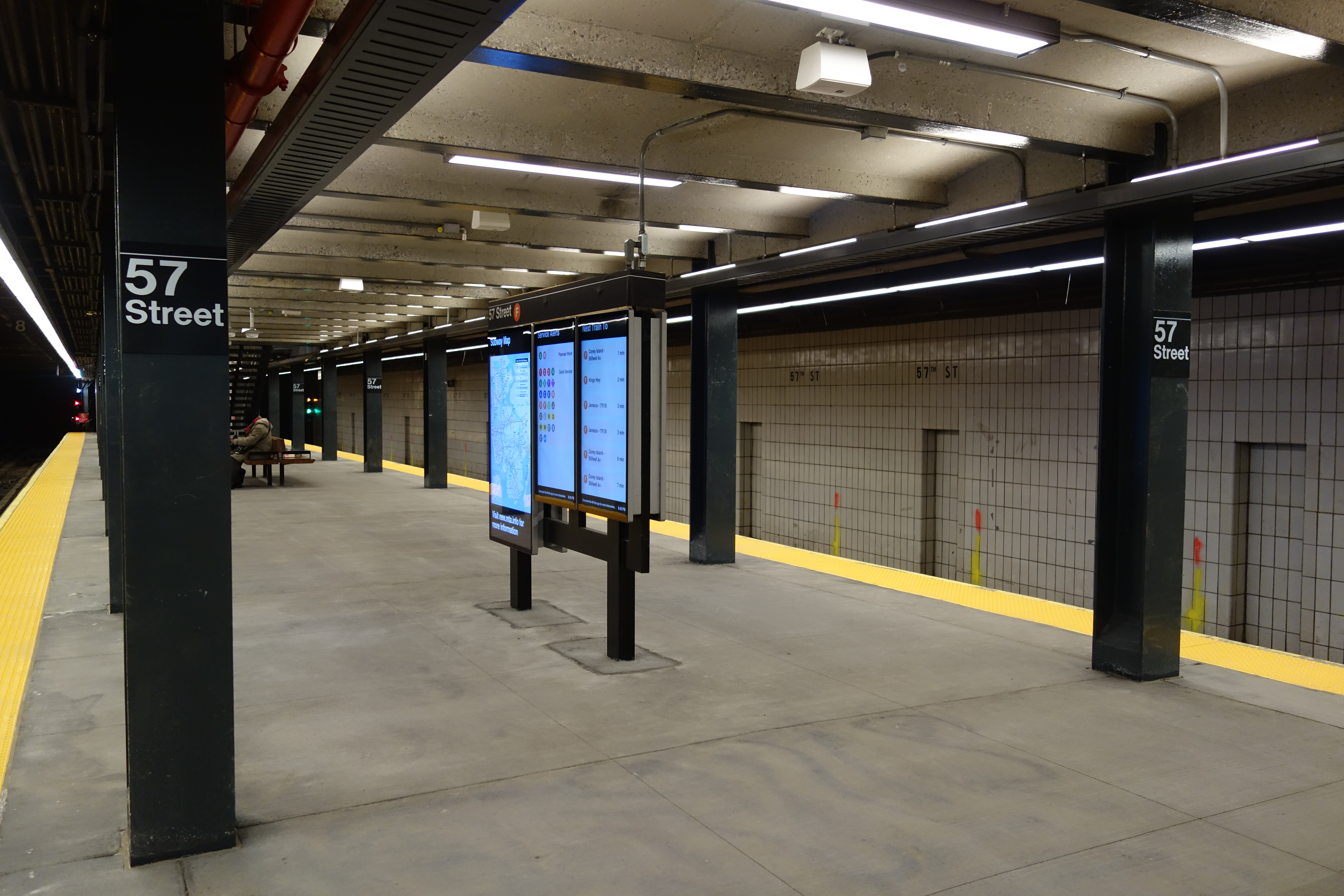
プログラム・フォー・アクションの前段階で建設された、IND6番街線57丁目駅

1960年代には、ニューヨーク都市圏にはおよそ13,000平方マイル（約34,000平方キロメートル）の面積に1800万人の住民がおり、都心部の多くの住民が郊外に移住していくため、特に郊外部において都市圏の人口は急速に増加していた。ニューヨーク州議会は1965年に、経営破綻していたロングアイランド鉄道を運営させるために、メトロポリタン・コミューター・トランスポーテーション・オーソリティ (MCTA) を設立した。その2年後には、住民投票によりニューヨーク州の交通インフラを改善するために25億ドルの債券を発行する案を承認した。当時のMCTA議長のウィリアム・ローナンは、この債券によって調達される資金を用いたニューヨーク市地下鉄の路線延長は、少なくとも5年では完成しないだろうと発言していた。
1968年にMCTAは、ニューヨーク市のニューヨークシティ・トランジット・オーソリティ (NYCTA) を傘下に収め、ペン・セントラル鉄道から後にメトロノース鉄道となるいくつかの路線の長期借り受けを開始した。同年、ニューヨーク州議会が承認した交通事業向け債券25億ドル（2017年の価値にして175億9300万ドルに相当）の一環として、MCTAには6億ドル（2017年の価値にして42億2200万ドルに相当）が割り当てられた。ニューヨーク市は既に、地下鉄網がカバーするすべての4区において路線網を拡大し、ほとんどの地下鉄利用者が最大でも1回の乗換で目的地へたどり着けるようにしようと考えていた。当初の計画は、ブロンクス区のIRT3番街線を取り壊し、マンハッタンとブロンクスにIND2番街線を48丁目の支線付きで建設し、ブルックリン区でIRTノストランド・アベニュー線をフラットブッシュ・アベニューに沿って伸ばし、ロングアイランド鉄道用に63丁目トンネルを建設して、クイーンズ区ではジョン・F・ケネディ国際空港へロングアイランド鉄道を乗り入れるというものであった。

## 報告書の発表
1968年2月29日に、ニューヨーク州知事ネルソン・ロックフェラーに対してMCTAは56ページに及ぶ報告書を提出し、その中で「メトロポリタン・トランスポーテーション、ア・プログラム・フォー・アクション」（あるいはグランド・デザイン）という名の地下鉄・鉄道網改良計画を提案した。この提案に関わった幹部としては、ニューヨークの野球業界にかかわっていたウィリアム・シーがいた。プログラム・フォー・アクションは、ニューヨークのジョン・リンゼイ市長が企画するその他の開発や交通関係の計画とともに同時に進められることになっていた。こうした開発としては、住宅・教育設備に関するリンゼイのリニアシティ計画や、ロバート・モーゼス提案の何本かの州間高速道路の計画などがあった。計画発表の翌日の3月1日に、MCTAはメトロポリタン・トランスポーテーション・オーソリティ (MTA) となった。
プログラム・フォー・アクションの理由付けとしてMCTAは、「1985年までには、この都市圏には2500万人が住むことになる。最良の推計に基づけば、主に郊外において人口が増加するものと見込まれる。ニューヨーク市は、1985年まではそれほど成長しないものと見込まれている。停滞する人口はしかしながら、市の郊外地域に再配置されるものと思われ、スタテンアイランド、クイーンズ、ブルックリンとブロンクスの一部で人口が増加する一方で、都心に近い古くからの地域は比較的人口が安定するであろう」と述べていた。この20年間にニューヨーク市では雇用が250万人分増加し、マンハッタンの中心業務地区では既に8.6平方マイル（約22平方キロメートル）の地域で780万人の雇用を抱えていた。
プログラム・フォー・アクションは2段階に分かれており、総額で29億ドル（2017年現在の価値に換算して204億800万ドルに相当）かかるとされていた。MTAはこのプログラムに向けて、1967年に発行した債券収入が財源の大半となっている10億ドル以上の資金を与えられていた:233。またやはり多くの資金を、毎年2500万ドル以上の利益を計上しているトライボロー橋梁トンネル局が出すことになっていた:234。プログラム・フォー・アクションの一環として、既に時代遅れとなっていて荒廃しているものとされた既存の高架構造物は、近隣地区の開発促進を兼ねて新しく建設される地下鉄に置き換えられることになっていた。クイーンズのジャマイカ地区の業務地区にあるBMTジャマイカ線東端部はBMTアーチャー・アベニュー線に置き換えられることになっており、一方ブロンクスに残るIRT3番街線は、メトロノース鉄道ハーレム線に沿ってパーク・アベニューの下に新しく建設される地下鉄に置き換えられて取り壊されることになっていた。市の当初計画にしたがい、新しい地下鉄路線はこれまであまり公共交通の恩恵を受けていなかった地域に交通機関を提供し、一方でメトロノース鉄道やロングアイランド鉄道の改良も行われることになっていた。IND6番街線に1967年から1968年にかけて、プログラム・フォー・アクションの前段階プロジェクトといえるクリスティー・ストリート連絡線の一環として完成したグランド・ストリート駅と57丁目駅は、新しいプログラムで建設される路線網に組み入れられることになっていた。プログラムが完成した際に計画されている運行系統を示す地下鉄網の地図も描かれた。この新たな延長計画は合計して50マイル（約80キロメートル）におよぶ営業キロに達していた:244。
MTA議長のローナンは、「我々は30年間に及ぶ無為無策主義の遅れを取り戻す」として、MTAをプログラム・フォー・アクションの実現へ向けて動かした。1968年7月に地域計画協会は、延長計画を支持する別の報告書を発表した。2か月後の1968年9月20日、ニューヨーク市予算委員会とジョン・リンゼイ市長は、交通委員会が推薦した8本のルートのうち6本について、総費用13億ドルで承認を行った。

## 第1段階

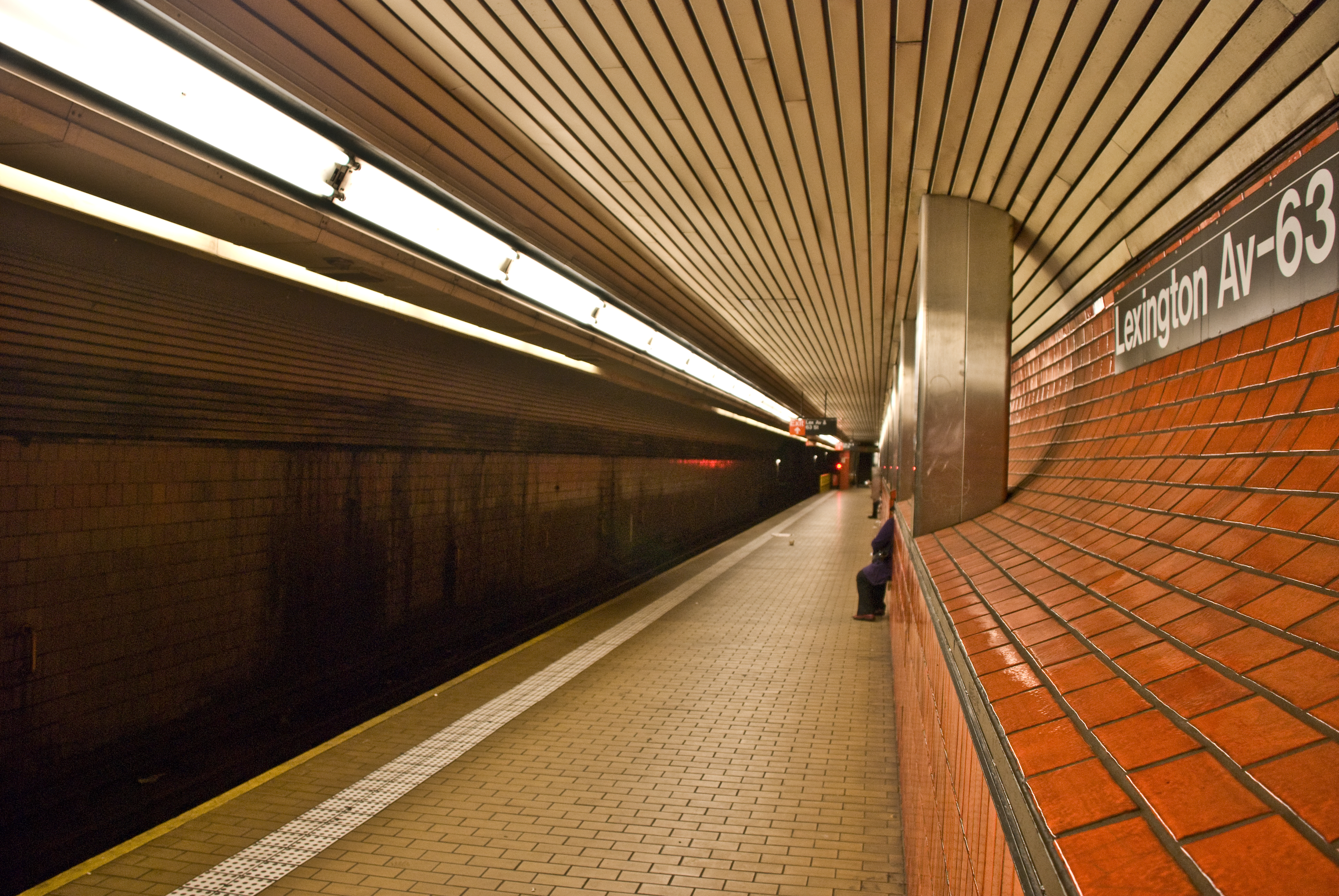
プログラム・フォー・アクションの一環で最終的に建設された6駅のうちの1つ、レキシントン・アベニュー-63丁目駅（2010年代の改良前）

第1段階は、INDクイーンズ・ブールバード線とIRTレキシントン・アベニュー線を補完する新たな地下鉄路線と、線路容量を拡大するための新しい分岐点と近代化された終端駅で構成されていた。また荒廃していた路線の改良工事も含んでいた。当初は第1段階には9億6100万ドルかかるとされたが、費用はのちに16億ドルに膨れ上がった。第1段階は10年ほどの期間で完成させることになっていた。

### クイーンズの路線

#### 63丁目-南東クイーンズ線

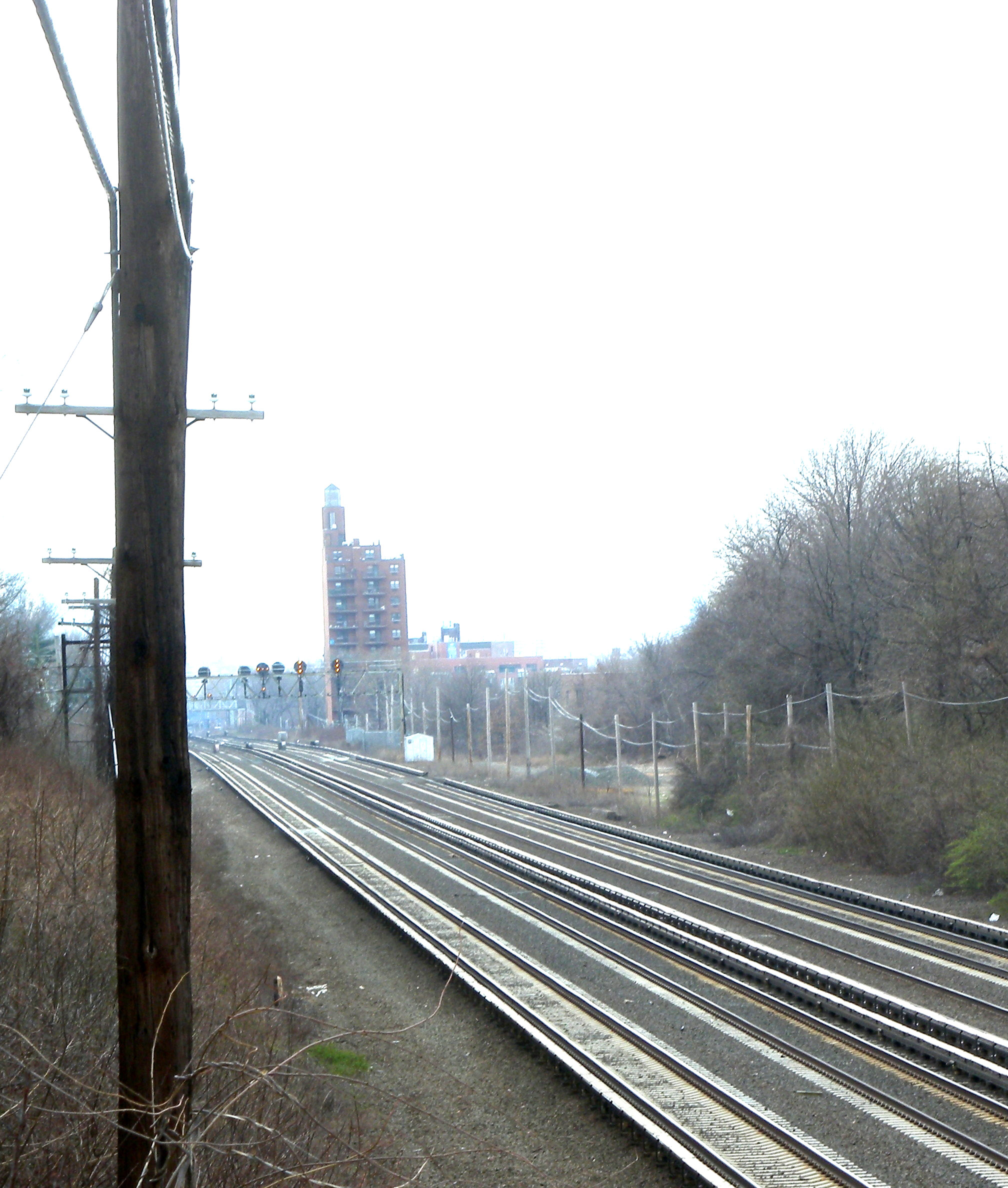
バイパス急行線は、ロングアイランド鉄道の本線の外側の線路用地を使うことになっていた、ロングアイランド鉄道自体はこの写真に写る4本の線路を使う予定で、バイパス急行線の内側に挟まれることになっていた

第1段階の旗艦プロジェクトは、マンハッタンのミッドタウンにある既存の57丁目駅から、スプリングフィールド・ガーデンズにあるやはり既存のロングアイランド鉄道ローレルトン駅を結ぶ、63丁目-南東クイーンズ線であった。この路線の建設は3区間に分けられた。最初の区間はルート131-Aとされ、マンハッタンの6番街と7番街から63丁目とイースト川の下を通り、ノーザン・ブールバードへと向かう。次の区間はルート131-Bとされ、バイパス急行線としてロングアイランド鉄道の線路敷きに沿ってフォレストヒルズへ向かう。そして最後の区間がルート131-Dと呼ばれ、南東クイーンズ線とも呼ばれて、クイーンズ・ブールバード線のブライアーウッドで分岐してジャマイカ市街地を通りロングアイランド鉄道アトランティック支線に沿ってスプリングフィールド・ガーデンズまでを、ジャマイカ市街地のジャマイカアベニューにある既存の高架構造物を撤去できるように接続線も含めて造る。
この路線のもっとも西側の区間には、63丁目トンネルと、そこからIND6番街線とBMTブロードウェイ線への接続を含めた大規模な路線建設を含むことになる。63丁目トンネルのイースト川をくぐる区間には、上層に地下鉄用の2本の線路と下層にロングアイランド鉄道用の2本の線路を備えることになっていた。このイースト川をくぐる区間の建設により、INDクイーンズ・ブールバード線、IRTフラッシング線そして60丁目トンネルの列車の混雑を緩和する予定であった。63丁目トンネルのルーズベルト島西側に設けた準備工事から南へミッドタウンやロウアー・マンハッタンへと向かえば、INDクイーンズ・ブールバード線とIND2番街線の間を結ぶ列車を運行できることになっていた。こうした分岐器群は、2007年に開始された新しい2番街線プロジェクトの第3段階および第4段階で使われる可能性がある。
ノーザン・ブールバードより東では、クイーンズ・ブールバード線との分岐点が置かれることになっており、63丁目-南東クイーンズ線は既存のクイーンズ・ブールバード線に対して「超急行」(super-express) バイパスとなることになっていた。ピーク時の既存路線の過密のためにこのバイパスは提案され、当初は単線の「高速急行線」として途中駅なしで時速70マイル（約110 km/h）までの速度で列車が走れるようにすることになっていた。このバイパス線は、複々線のロングアイランド鉄道本線の両側に並行して存在する2本の線路のうちの1本を使う予定であった。この線路はかつてロッカウェイ・ビーチ支線に使われていたもので、その時点では使用されていなかった。サニーサイド車両基地近く、63丁目線の21丁目-クイーンズブリッジ駅の東側で路線が始まる予定で、将来的に60丁目トンネルや53丁目トンネルにつなぐ可能性もあった。東端側では、ロングアイランド鉄道の線路敷をホワイトポット分岐点付近で離れて、イエローストーン・ブールバードの下を走り、フォレスト・ヒルズ-71番街駅の近くでクイーンズ・ブールバード線へ合流する。71番街駅は2層か3層構造の駅に改造され、超急行線の線路は現駅南側に建設される下層階を使い、その先でクイーンズ・ブールバード線本線に合流する予定であった。
後の計画でこの路線は複線となり、ロングアイランド鉄道のウッドサイド駅の隣に中間駅が追加された。また、既存のクイーンズ・プラザ駅に隣接して、ノーザン・ブールバードの63丁目線に3線式の駅を設けることになった。このバイパス線と提案されたウッドサイド駅のために、ロングアイランド鉄道本線とポート・ワシントン支線が分岐するウィンフィールド分岐点の西で、民有地にロングアイランド鉄道本線の敷地を拡張する必要が生じ、またサニーサイド車両基地の線路配置の再構成が必要となった。またINDクイーンズ・ブールバード線の線路容量をさらに拡大するために、逆走も可能にする信号に改良する予定であった。
この路線の線路容量を充分確保するため、GG系統の列車のクイーンズ・ブールバード線運行を止める必要があり、新たな終端駅で折り返しが必要となった。63丁目線が2001年に開業した際には、改称されたG系統の折り返し設備を設けるために、コート・スクエア駅が改造された。
路線の南東クイーンズ地区の区間は、INDクイーンズ・ブールバード線からブライアーウッド駅の既存の準備工事の場所から分岐して、ロングアイランド鉄道アトランティック支線を通り、途中ジャマイカ駅でロングアイランド鉄道に接続し、南東クイーンズのスプリングフィールド・ブールバードへと向かう。この南東クイーンズ延長区間は、二層構造で計画されていたアーチャー・アベニュー線の上層階を使うことになっており、ロングアイランド鉄道支線に沿って何本か計画された路線の中でも最重要のものであった。当初はロングアイランド鉄道ローレルトン駅を拡張する構想となっていた。アーチャー・アベニュー線の上層階はクイーンズ・ブールバード線の列車が南東クイーンズ方面へ走るために利用する一方、下層階はBMT用で、ルーと133の第2段階の一環として建設される予定で、アーチャー・アベニューをさらに先にホリスの188丁目へ向かうことになっていた。どちらの路線も、ジャマイカ・センター-パーソンズ/アーチャー駅までしか建設されなかった。ロングアイランド鉄道の延長には、新しい駅の建設あるいは既存設備の改造、列車を走らせる線路の容量拡大などが必要となった。

#### ロングアイランド高速道路支線およびその他のクイーンズの路線
もう1つ、あまり公になっていなかった計画として、新たな複線の地下鉄路線としてルート131-Cが63丁目-南東クイーンズ線から分岐することになっており、ウッドヘイブン・ブールバード駅の西側でINDクイーンズ・ブールバード線から分岐し、州間高速道路495号線（ロングアイランド高速道路、LIE）に沿って並行する敷地を通ってキッセナ・ブールバードへと向かう。第1段階では、キッセナ・ブールバードのニューヨーク市立大学クイーンズ校まで行き、第2段階ではフレッシュ・メドウズやベイサイドへと達する。この北東クイーンズ線は、計画されていた高速道路拡幅と並行して建設されることになっていた。地下鉄の線路は高速道路の下または側道の下、あるいはシカゴ・Lのブルーラインのように、拡幅された高速道路の中央分離帯に建設する計画であった。かつては、63丁目トンネルからノーザンブールバードの下を走って現在のフラッシング-メイン・ストリート駅の近くまで走り、そこからキッセナ・ブールバードとパーソンズ・ブールバードの下を南へ走ってロングアイランド高速道路の近くでニューヨーク市立大学クイーンズ校に達する計画であった。こうした経路の路線は、1929年と1939年のIND第2路線網としても、60丁目トンネルの東でBMTブロードウェイ線の延伸として提案されており、当時は高速道路建設前で、ロングアイランド高速道路に相当する道路はナッソー・ブールバード、後にホレース・ハーディング・ブールバードと呼ばれていた。
プロジェクトの主たる部分ではないが、廃止されたロングアイランド鉄道ロッカウェイ・ビーチ支線へ接続する案が、地下鉄のないクイーンズ外部地域への他のロングアイランド鉄道支線群へのものとともに、1963年および1967年に提案された。南東クイーンズ線に対して、INDフルトン・ストリート線をユークリッド・アベニュー駅から東へピトキン・アベニューまたはリンデン・ブールバードの下を延長する案、あるいはオゾン・パーク-レファーツ・ブールバード駅から東へリバティ・アベニューの下を延長する案など、代替案も1963年および1967年に提案された。どちらのオプションでもその先を東へジャマイカまで続き、南に向きを変えてメリック・ロードの下をスプリングフィールド・ブールバードへと向かうことになっていた。ロッカウェイへの延伸も、フルトン・ストリート線の延伸案2案も、1929年および1939年のIND第2路線網の計画の一環として過去に提案されており、最終的にはプログラム・フォー・アクションの主要計画には含まれなかった。

### 2番街線

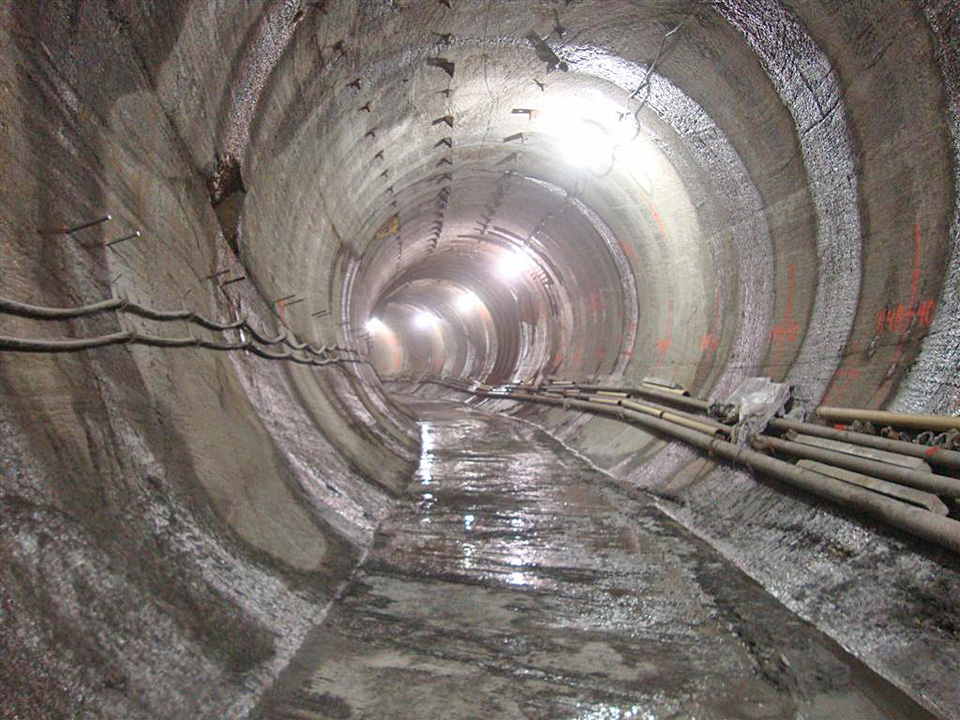
BMT63丁目線からIND2番街線へ向けて建設されたトンネルの1つ

1910年代末までさかのぼる計画路線であるIND2番街線は、バッテリーのウォーター・ストリートからブロンクスの東180丁目まで建設されることになっていた。この路線は3段階に分けて建設予定となっていた。最初の段階、ルート132-Aでは、34丁目から126丁目の区間と、63丁目トンネルへの接続線を建設することになっていた。次の段階はルート132-Bで、さらに北へブロンクスの東180丁目まで伸ばし、既存の3路線と連絡することになっていた。最終段階のルート132-Cは、34丁目から南へ、バッテリー近くのブリッジ・アンド・ウォーター・ストリートまで延長する。2番街線計画は、ミッドタウンおよびアッパー・マンハッタンのイーストサイドを走る、唯一の残存都市鉄道であるIRTレキシントン・アベニュー線が過密となっていたため、優先度が高くなっていた。2番街線のアッパー・マンハッタン側の区間、マンハッタンの63丁目からブロンクスの138丁目駅（現在の3番街-138丁目駅近く）までは、複線で建設されることになっていた。2番街線の停車駅は、ブロード・ストリート駅、ハウストン・ストリート駅、34丁目駅、48丁目駅、57丁目駅、86丁目駅、106丁目駅、125丁目駅と提案されていた。当初は、アッパー・イースト・サイドの住民は72丁目や96丁目に駅がないことに苦情を申し立てており、72丁目駅はのちに2番街線建設計画に組み込まれたが、96丁目駅は結局組み込まれなかった。
ブロンクスへは、レキシントン・アベニュー線からの列車が直通していたIRTペラム線とIRTダイアー・アベニュー線をBディビジョンの規格に改築した上で、2番街線に接続する計画であった。2番街線は138丁目の下を東に走り、そこからアムトラックの北東回廊に沿ってブラックナー高速道路とウェストチェスター・アベニュー近くまでペラム線の急行バイパス線として走り、そこからペラム線とダイアー・アベニュー線の支線へと分岐していくことになっていた。
IRTペラム線の3番街-138丁目駅のすぐ東にあるブルック・アベニュー駅は、対面乗り換えができるように改築されることになっていた。それより北では、ウェストチェスター・アベニュー近くのウィットロック・アベニュー駅でペラム線への乗り換えを可能とし、またこれより北のペラム・ベイ・パーク駅までの区間の駅では、2番街線から乗り入れてくる長くて幅の広いBディビジョン用の車両に対応するために、プラットホームの幅を狭くし延長することになっていた。IRT側から乗り入れてくる各駅停車はペラム線において、1駅南のハンツ・ポイント・アベニュー駅を終点とする計画であった。
一方ダイアー・アベニュー線の方は、かつてのニューヨーク・ウェストチェスター・アンド・ボストン鉄道 (NYW&B) の線路敷きに沿って北へイーストチェスター-ダイアー・アベニュー駅へと伸びている。NYW&Bのうち地下鉄用に再利用された区間であるダイアー・アベニュー線の各駅は、幅の狭いAディビジョンの車両に対応するためにいったんは拡幅されていたプラットホームを、再び削ることになっていた。ダイアー・アベニュー線各駅のプラットホームは、Bディビジョン車両10両編成に対応するため、少なくとも600フィート（約180メートル）の長さに延長されることになっていた。東180丁目駅の北側にあるダイアー・アベニュー線とIRTホワイト・プレーンズ・ロード線の間の分岐点と、ホワイト・プレーンズ・ロード線から駅へ至るアプローチ部分は、急曲線を解消するために改良されることになっており、駅の配線自体も対面乗り換え対応に改築されることになっていた。2番街線に関連して、レキシントン・アベニュー線とホワイト・プレーンズ・ロード線を結ぶ149丁目-グランド・コンコース駅にある急曲線も解消されることになっていた。

### その他の路線

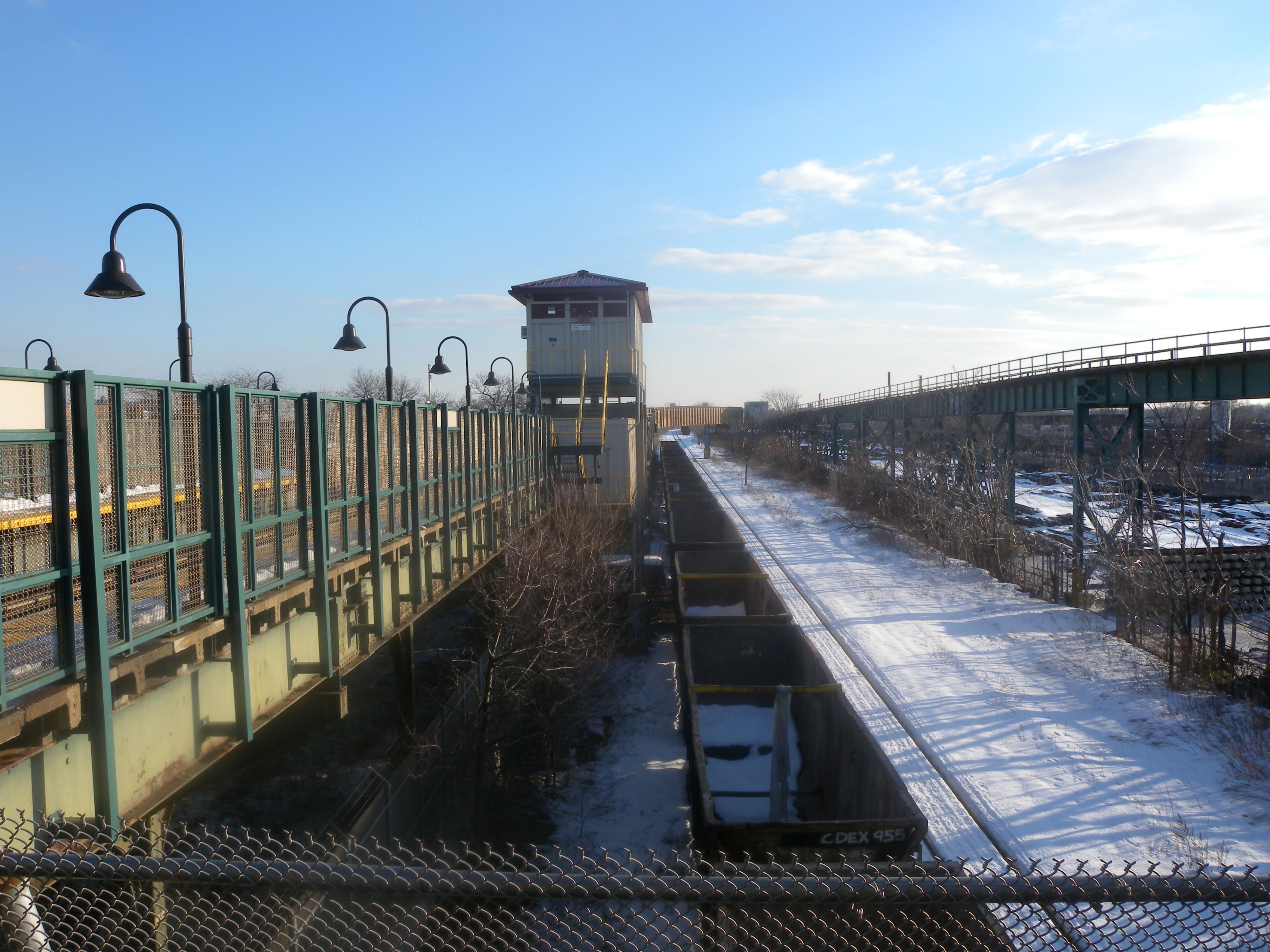
左側にあるBMTカナーシー線は、プログラム・フォー・アクションの計画により、右側のベイリッジ支線に沿って建設される西側の新たな構造物に移される予定であった

マンハッタンでは、カップハンドル支線あるいはロウアー・イースト・サイド・ループ、ルート103-Bと呼ばれる支線が、2番街駅の東側のハウストン・ストリートの下でIND6番街線から分岐し、北に向きを変えてアベニューCの下を通り、8丁目に途中駅を設け、14丁目で西に向きを変えて8番街でBMTカナーシー線へと合流する計画であった。この支線は、公共交通の不便なアルファベット・シティのためのものであった。アルファベット・シティの住民の多くが貧困労働者層であり、2番街線はアルファベット・シティの住民が利用できるほど近くを通らないということから、この「アベニューCカップハンドル」などと呼ばれる支線が提案された。この路線は予算委員会に1970年3月19日に承認された。
ブルックリンでは、当時発展しつつあったミル・ベースンやスプリング・クリークといった地域への何本かの路線延長が提案された。IRTイースタン・パークウェイ線のロジャーズ分岐点は、2層構造になっているイースタン・パークウェイ線からIRTノストランド・アベニュー線が平面交差で分岐していたことから、ラッシュ時には大きなボトルネックとなっていた。何本かの延長路線に対応するよう、線路容量増大のために、ロジャーズ分岐点は立体交差に改築する必要があった。当初計画では、IRTノストランド・アベニュー線はフラットブッシュ・アベニュー-ブルックリン・カレッジ駅から先へ、フラットブッシュ・アベニューに沿ってキングズ・プラザのアベニューUまで延伸することになっていた。他の計画としては、既存のトンネルの終点があるアベニューHからノストランド・アベニューに沿って伸ばし、アベニューWまたはヴーリーズ・アベニューのシープスヘッド・ベイへと延長するものがあった。この2番目の案は、路線の当初建設計画としても提案されていたものであった。ノストランド・アベニュー線の計画、ルート29-Cは、キングス・ハイウェイ、アベニューR、アベニューWの3か所の駅を設け、アベニューWの南側に留置線を設ける案で、1969年6月3日に予算委員会の承認を得た。イースタン・パークウェイ線の支線、ユーティカ・アベニュー線あるいはルート57-Bもまた、ユーティカ・アベニュー経由ではあるが、フラットブッシュ・アベニューとアベニューUへと延長が提案されており、これもまた長らく計画されていた延伸であった。この路線には4駅が設けられる予定であった。駅はウィンスロップ・ストリート（ルトランド・ロードに出口を設ける）、キングス・ハイウェイ（グレンウッド・ロードにも出入口を設けるが、キングス・ハイウェイ自体にはない）、キングス・プラザとアベニューUの終点駅である。キングス・ハイウェイ駅ではベイ・リッジ支線を経由して走る列車（後述）と接続し、東48丁目に出口を設ける。一方、イースト・ニューヨークのIRTニューロッツ線は、南へリヴォニア車両基地を通ってフラットランズ・アベニューへと延伸する計画で、この路線は地上を走る予定であった。
同じくブルックリンにおいて、BMTカナーシー線はスターレット・シティからの地下鉄を利用可能とする、スプリング・クリークへの東側の支線を建設する計画であった。本線もまた南側の終点であるカナーシー-ロッカウェイ・パークウェイ駅から、IRTのフラットブッシュ・アベニュー-ブルックリン・カレッジ駅そばにあるミッドウッドおよびフラットランズに新しい終点駅を設けて延伸する。このルート変更では、ニューロッツ・アベニュー駅とカナーシー-ロッカウェイ・パークウェイ駅の間の既存線路は利用しない予定であった。さらに後の計画では、この路線をINDカルバー線のアベニューI駅近くのマクドナルド・アベニューまで西に、あるいは可能ならばニュー・ユトレヒト・アベニュー/62丁目駅付近のユトレヒト・アベニューまで延長して、ブルックリン中央部を貫通する横断路線を形成する計画もあった。また、ブロードウェイ・ジャンクション駅より南でカナーシー線の線路を現在より西側に、現在は貨物列車だけが走っているロングアイランド鉄道ベイ・リッジ支線に並行して、あるいはロングアイランド鉄道とリンデン・ブールバードの間に建設が計画されていたクイーンズ・インターボロ高速道路とクロス・ブルックリン高速道路の中央分離帯に移設しようという提案もされていた。この線路付け替えにより、どちらの延長計画も対応するはずであった。現在のブッシュウィック・アベニュー駅、ブロードウェイ・ジャンクション駅およびアトランティック・アベニュー駅は、ベイ・リッジ支線上の1駅に統合され、新たにサッター・アベニュー駅、リヴォニア・アベニュー駅が建設され、東105丁目駅はベイ・リッジ支線のロッカウェイ・アベニュー付近に移転される予定であった。追加の駅はレムセン・アベニュー、ラルフ・アベニュー、ユーティカ・アベニュー（ユーティカ・アベニュー線連絡）、ノストランド・アベニュー（ノストランド・アベニュー線連絡）、アベニューH（ブライトン線連絡）、マクドナルド・アベニュー（カルバー線連絡）、そしてニューユトレヒト・アベニューで終点となる。
市計画委員会は最終的にユーティカ・アベニュー経由の路線を好まず、資金がないとしてノストランド・アベニュー線延長は不必要だと決定した。代わりに計画委員会は、BMTカナーシー線の延長を建設すると提案した。
MCTAはこれらの新線の運営のために、500両の空調付き高速地下鉄車両を購入する予定であった。新設あるいは拡大された車両基地が新線向けに両数が増大する地下鉄車両を収容するために準備される予定であった。さらに500両を追加する購入計画は第2段階で実施されることになっていた。

### 地下鉄以外の拡大

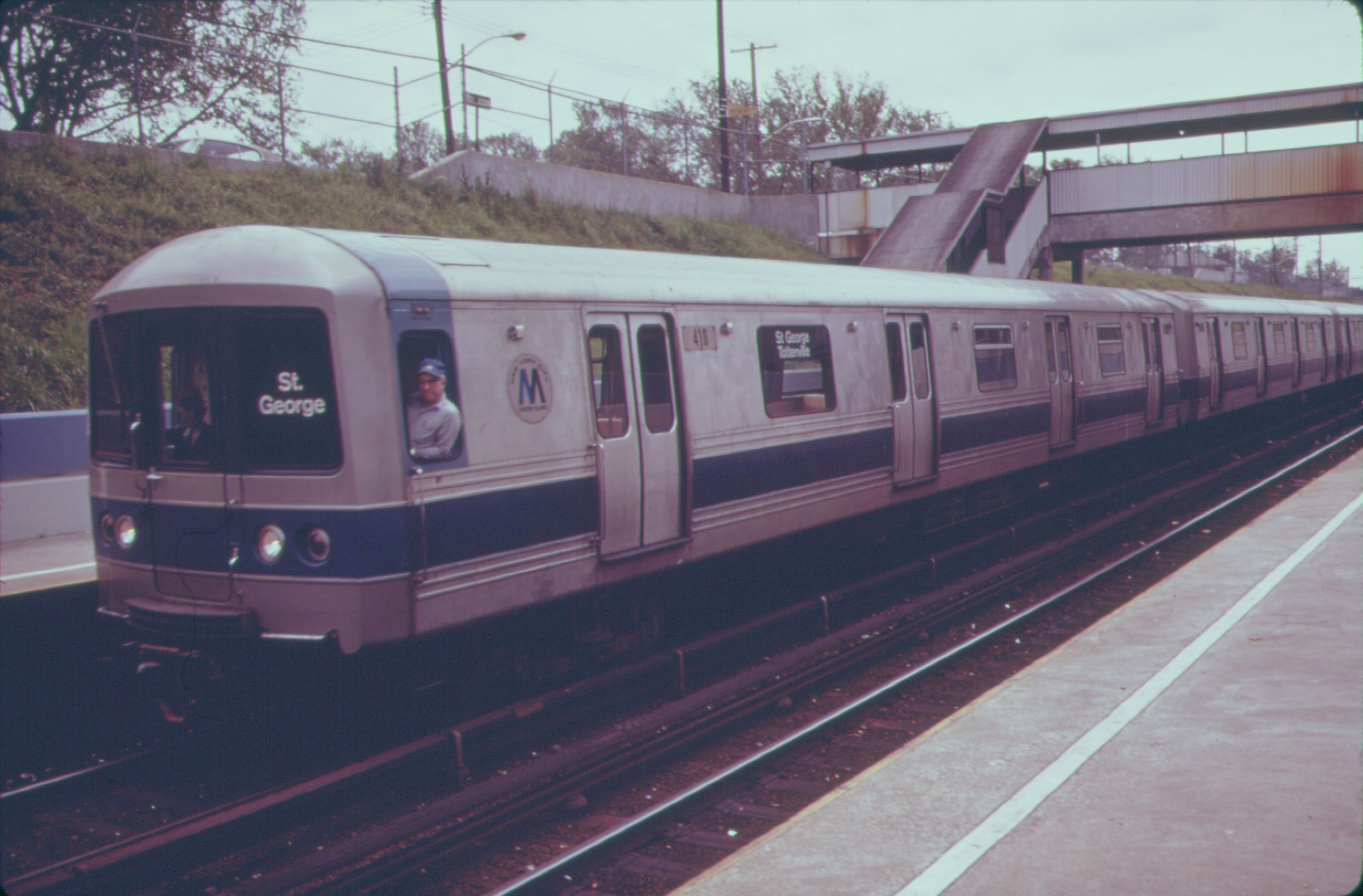
1973年当時のスタテンアイランド鉄道、当時まだ新しいR44形で運行されている

プログラムの一環として、スタテンアイランド鉄道は全面的に改修工事を受け、第1段階と第2段階で新車両を導入する計画になっていた。
48丁目・3番街に新しい「メトロポリタン・トランスポーテーション・センター」が建設され、ロングアイランド鉄道の新線のターミナルとなって、そこから63丁目トンネルの2層構造のうち下層へと線路が通じることになっていた。また提案されていた、ジャマイカ経由でJFK空港への新しい高速支線向けのターミナルも備えることになっていた。ターミナルは47丁目から50丁目にかけて広がり、またこの路線のトンネルは63丁目から42丁目に渡って掘られる。47丁目から42丁目までの区間は、オフピーク時の車両留置用に用いられる。グランド・セントラル-42丁目駅への乗り換えが可能となる予定で、またグランド・セントラル駅へは新たに北端側のアクセスポイントを通じて連絡できる予定であった。建設費用は、トランスポーテーション・センターの上にオフィススペースを設けることで相殺されることになっていた。島式ホーム4面と8線が2層構造に分けて設けられ（これはのちにイースト・サイド・アクセスプロジェクトとなる）、その上に改札階が設けられる。このプロジェクトの費用見積もりは3億4100万ドルで、MTAは2億2700万ドルについて連邦資金を申し込んでいた。
ターミナルの建設は、地域の性質を変えてしまうとして、建設予定地であったタートル・ベイの住民たちから反対を受けた。タートル・ベイ住民は、ターミナルをグランド・セントラル駅に移すように求めた。住民たちは、新しいターミナルが持ち込むであろう交通の混雑も嫌っていた。MTAは、3番街だけがターミナルを設置できる唯一可能な場所で、グランド・セントラル駅では鉄道路線の集中度が高まりすぎてしまうと、検討結果を示して反論した。ロングアイランド鉄道がグランド・セントラル駅に乗り入れれば、レキシントン・アベニュー線にさらに負担がかかると結論していた。もし3番街にターミナルを置けば、当時部分的に建設中であった2番街線にも旅客が流れるであろうとした。1973年4月16日に、連邦政府はニューヨーク州に対して、3番街に新たなターミナルの建設をする前に、グランド・セントラル駅の拡大と近代化を検討するように指示した。
ロングアイランド鉄道は、ロンコンコマ支線のパインローン駅までと、ポート・ジェファーソン支線のノースポート駅までを電化することになっていた。ロングアイランド鉄道では、新しい高速対応電車を350両導入し、信号設備と分岐点を改良し、プラットホームの高さを向上し、そのほかの改良で既存車両も更新することになっていた。というのも当時、ロングアイランド鉄道のほとんどは非電化で、駅のプラットホームから列車に対してステップを登らなければならなかったのである。
報告書にはさらに、3本の通勤鉄道近代化も含まれていた。ニューヨーク・ニューヘイブン・アンド・ハートフォード鉄道は144両の電車を導入し、信号設備を改良し、プラットホーム高さを向上し、車両の更新を行う。ペン・セントラル鉄道は130両の電車を導入し、プラットホーム高さを向上し、ブルースター駅までの区間を電化する。ニューヨーク州内のエリー・ラッカワナ鉄道は、新車を導入し、ペンシルベニア駅への乗り入れができるかどうかの検討を開始することになっていた。こうした改良計画はプロジェクトの第2段階にまで及ぶことになっていた。
ニューヨーク市域外では、MCTAはウエストチェスター郡のタリータウンとホワイト・プレインズ、サフォーク郡のレパブリック空港、ロックランド郡のパール・リバー、オレンジバーグ、スプリング・バレーに交通ハブを提案していた。さらにMCTAはウェストチェスターに空港を提案していた。

## 第2段階

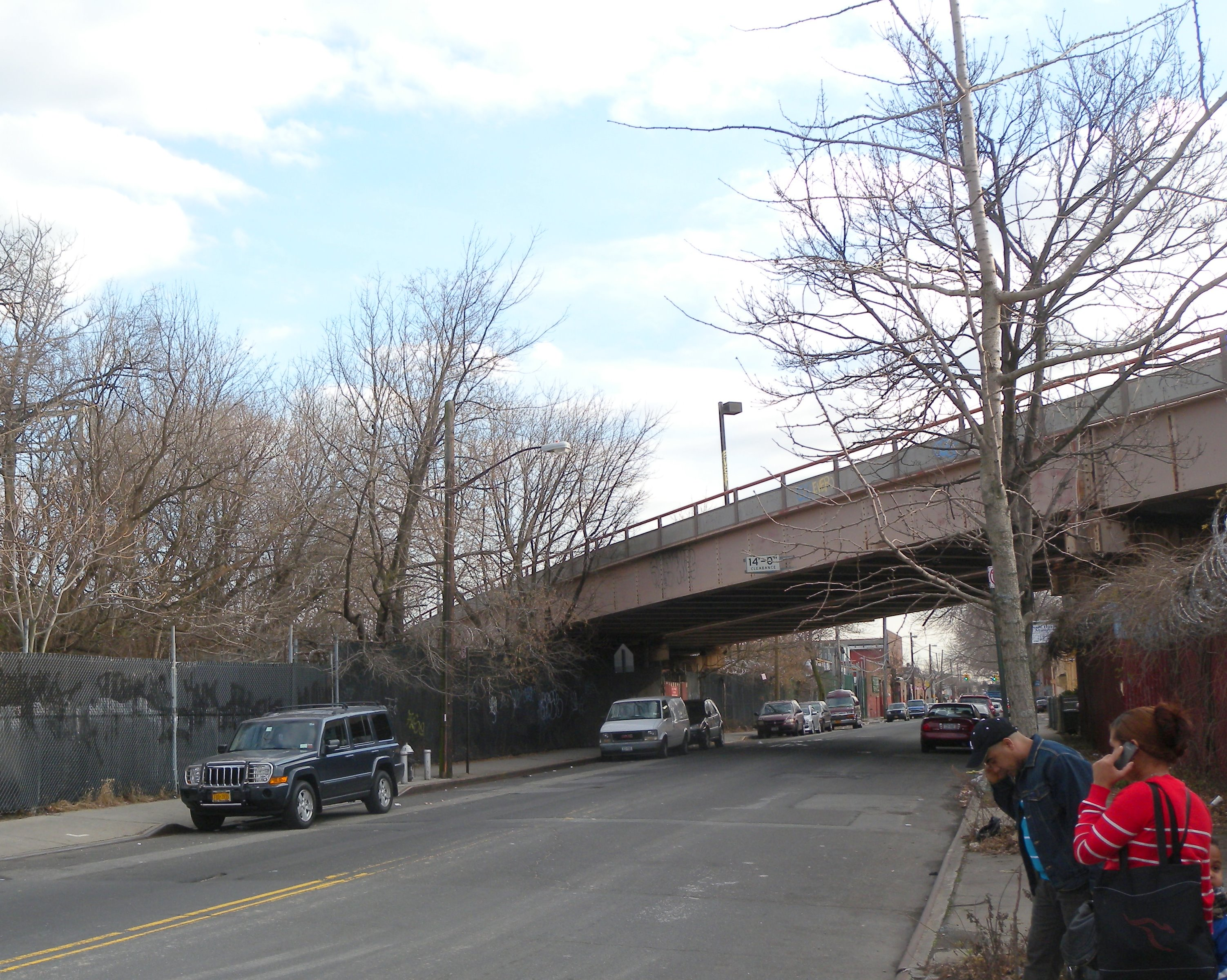
プログラム・フォー・アクションの一環として建設された、高架のBMTジャマイカ線と地下のアーチャー・アベニュー線を結ぶ連絡線

第2段階は、第1段階の後に13億ドルをかけて建設する。第2段階はおおむね、既存路線と第1段階で建設された路線の延伸で構成されていた。
第2段階は2番街線の完成を含んでいた。2番街線は34丁目から2番街に沿ってフィナンシャル・ディストリクトへ達し、バワリー、ウォーター・ストリート、そしてホワイトホール・ストリートへと達する。1967年に開通したばかりのクリスティー・ストリート連絡線のグランド・ストリート駅では、2番街線と6番街線の間で対面乗り換えができるように、駅を拡大することになっていた。また2番街線の列車がマンハッタン橋を渡ってコニー・アイランド-スティルウェル・アベニュー駅まで乗り入れできるように、線路の接続の可能性も検討された。「中心業務地区輸送システム」と呼ばれる新しいピープルムーバー（新交通システム）を導入する計画もあり、乗換駅、オフィス、ミッドタウン中心業務地区の主要地点を結んで、57丁目、48丁目、42丁目、33丁目の下に建設されることになっていた。このピープルムーバーは、街を横断する短距離移動者を輸送するバスの代替手段であった。
アーチャー・アベニュー線の下層階は、ロングアイランド鉄道本線に沿ってホリスの188丁目まで延長されることになっていた。121丁目より東のBMTジャマイカ線は、新しい地下鉄と重複となることから取り壊されることになっていた。北東クイーンズのロングアイランド高速道路に並行する路線は、ベイサイドのスプリングフィールド・ブールバードまで延長されることになっていた。
IRT3番街線のブロンクス内の区間は、メトロノース鉄道のニューヘイブン線に沿ってパーク・アベニューの下に新しく建設される地下鉄線に置き換えられて取り壊されることになっていた。パーク・アベニューの地下鉄は、南ブロンクスで2番街線の幹線と連絡し、ダイアー・アベニュー線およびペラム線からの列車が合流するのと同じ線路につながることになっていた。同じブロンクス内では、MCTAはIND規格に転換されたペラム線をコープ・シティへと延長する計画であった。またINDコンコース線をホワイト・プレーンズ・ロードへと延伸し、IRTホワイト・プレーンズ・ロード線とバーク・アベニュー駅またはガン・ヒル・ロード駅で連絡する計画であった。
ニューヨーク市の鉄道はさらなる改善をされる計画であった。提案されていたプロジェクトの1つに、ロングアイランド鉄道のアトランティック支線をブルックリンのアトランティック・ターミナル駅から、新たにロウアー・マンハッタンに設けるターミナルへと延伸するものがあった。また新たな鉄道の駅を、現在のヤンキース-東153丁目駅の南側のブロンクスの149丁目に設け、地下鉄との乗換ができるようにする計画であった。MCTAはさらにペン・セントラル鉄道の改良を続け、ロングアイランドとダッチェス郡にある他の空港も改良することになっていた。トランスポーテーション・センターをロングアイランドのヒックスビル、パイン・エア、ロンコンコマ、パットナム郡のブルースター、ダッチェス郡のビーコン、ロックランド郡のニュー・シティとサファーン、そしてオレンジ郡のゴーシェンに設ける計画であった。

## 進捗

### 1968年-1970年: 計画の確定

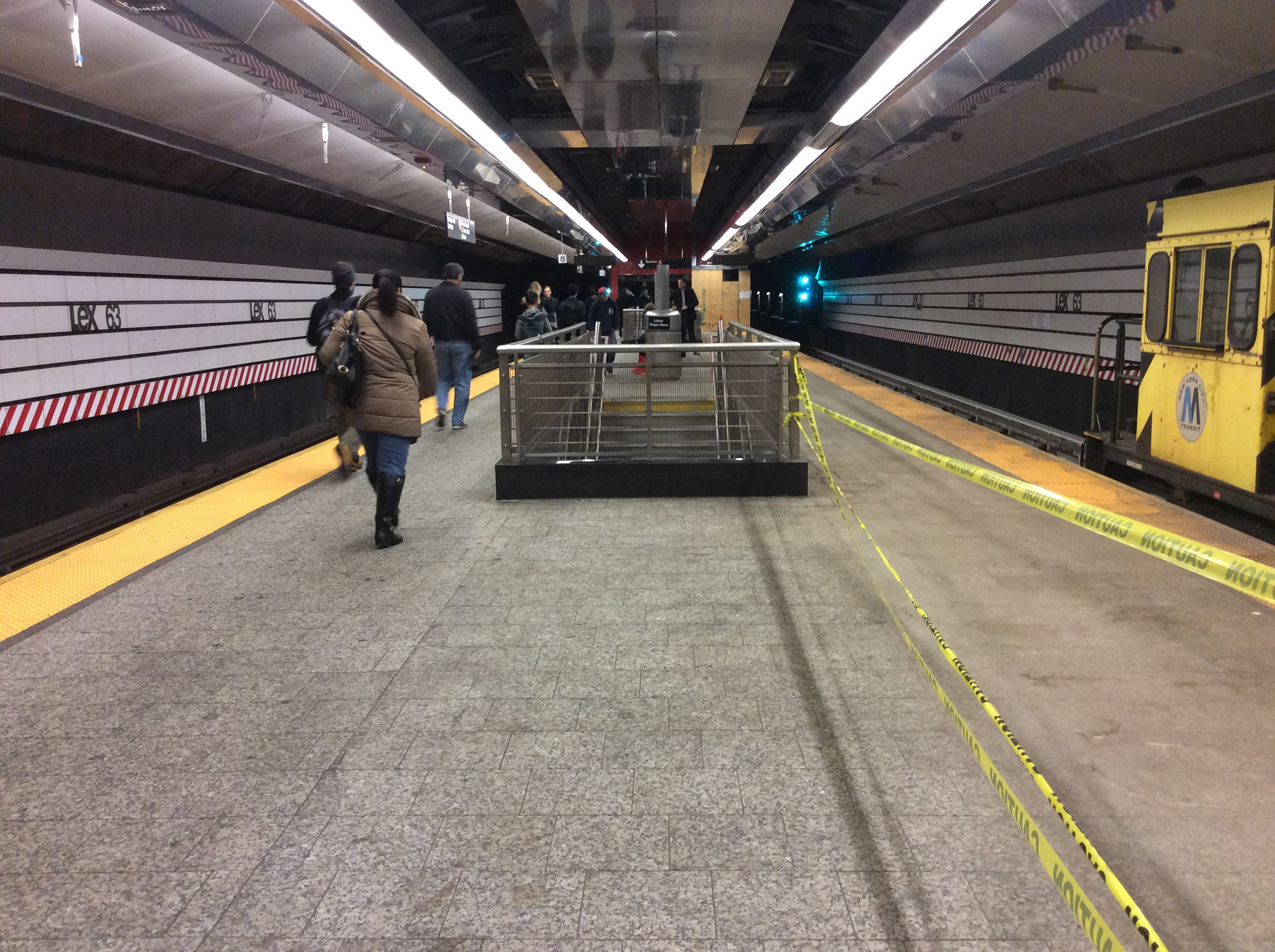
改装中のレキシントン・アベニュー-63丁目駅、当初のプログラム・フォー・アクション時代の設計が置き換えられている

1968年9月20日に、ニューヨーク市予算委員会と市長のジョン・リンゼイが、交通当局が推薦した8路線中6路線について、13億ドルの費用で承認を行った。34丁目から東180丁目までの2番街線、63丁目-南東クイーンズ線、ロングアイランド高速道路線はすべて承認された。予算委員会はさらに以下の追加6路線を建設するよう求めた。
- 34丁目より南の2番街線をバッテリー・パークまで[25]。
- IRTノストランド・アベニュー線をアベニューHからアベニューWまで延伸[25]。
- ブルックリンでIRTイースタン・パークウェイ線から分岐するユーティカ・アベニュー線をキングス・ハイウェイまで[25]。
- 3番街高架線を取り壊せるように、ペン・セントラル鉄道のハーレム線に沿って149丁目から市境界まで。この路線はIRTレキシントン・アベニュー線または2番街線のどちらかに接続する[25]。
- マンハッタンの新たな横断路線を、48丁目に沿って5番街から12番街まで[25]。
- 提案されていたクイーンズ・インターボロー高速道路およびクロスブルックリン高速道路の中央分離帯にBMTカナーシー線を移設し、イースト・フラットブッシュまで延長[25]。

1969年6月3日に、ユーティカ・アベニュー線は若干の変更を加えたうえで、予算委員会によって承認された。キングス・ハイウェイで終点となるのではなく、フラットブッシュ・アベニューとアベニューUで終点となることになり、1970年にはボーリングが始まっていた。ミッドタウンの新交通システムの検討も、1969年11月に開始された。

### 1969年-1975年: 進捗
1969年11月24日、63丁目線のトンネルが、クイーンズから西へ、ルーズベルト島から両方へ掘削開始され、着工した。この2層構造のトンネルは、上層階に地下鉄が、下層階にロングアイランド鉄道が通ることになっていた。この路線をIND6番街線およびBMTブロードウェイ線へとつなぐセントラル・パークの下を走る区間は、1971年夏に着工された。2番街線の起工式は1972年10月27日に挙行され、それから間もなく2番街・103丁目において工事が始まった。2番街線の建設費は10億ドルに固定されていたが、翌年13億ドルへと上昇した。3本のトンネルと6本の立坑が2番街線と63丁目線のために12億3000万ドルを投じて建設された。事前に組み立てられていた4つの2層構造のセグメントでできた、3,140フィート（約960メートル）の63丁目トンネルは、1972年10月10日に連結された。63丁目線とブロードウェイ線および6番街線をつなぐ区間は、1973年10月11日に貫通した。5番街とパーク・アベニューの間の区間の63丁目線は、1974年8月に着工された。
INDクイーンズ・ブールバード線に対するバイパス急行線となる単線路線の計画は、1972年に複線へと拡大された。BMTジャマイカ線の121丁目駅から168丁目駅までの区間は、東へジャマイカ・センター-パーソンズ/アーチャー駅へと延長するアーチャー・アベニュー線の下層階へと接続する余地を作るために、取り壊されることになっていた。翌年、北東クイーンズロングアイランド高速道路線の最終設計が公開され、一方南東クイーンズ線に関する最終的な設計も差し迫っていた。1972年夏に、アーチャー・アベニューから147丁目に沿って、南東クイーンズ線が起工された。ブルックリン南東の2本のIRT路線、IRTノストランド・アベニュー線のアベニューWまでの延伸と、IRTイースタン・パークウェイ線のユーティカ・アベニュー下のアベニューUまでの支線も設計中であった。MTAと改称されたMCTAは、提案されていたIRTペラム線の支線をコープ・シティまで延長する案について、ニューヘイブン鉄道線経由にルート変更をした。
1973年にMTAは、プログラム・フォー・アクションの進捗報告書を発表した。報告書は全体として、「ほとんどすべてのプロジェクトは、5年前に提案されていたゴールよりも進捗している。技術的な障害、法的な障害、管理的な不満、限られた資金にもかかわらず、本質的に進捗している」とした。合計すると、8路線について設計中であり、3路線は実際の建設工事が進んでいた。またMTAは、42丁目、48丁目、57丁目の新交通システムについても検討していた。2番街線、63丁目線、北東クイーンズ線、バイパス急行線は高く優先度を付けられたグループAの一環とされ、1980年から1983年の間には開通するとされた。優先度の低いグループBは、それ以外のプロジェクトであった。一方不利な面としては、これらのプロジェクトは非常に高価になっており、1973年にこれらの延伸線の推定費用を25億ドルと発表した後は、MTAは費用推定の発表を止めてしまった:243。

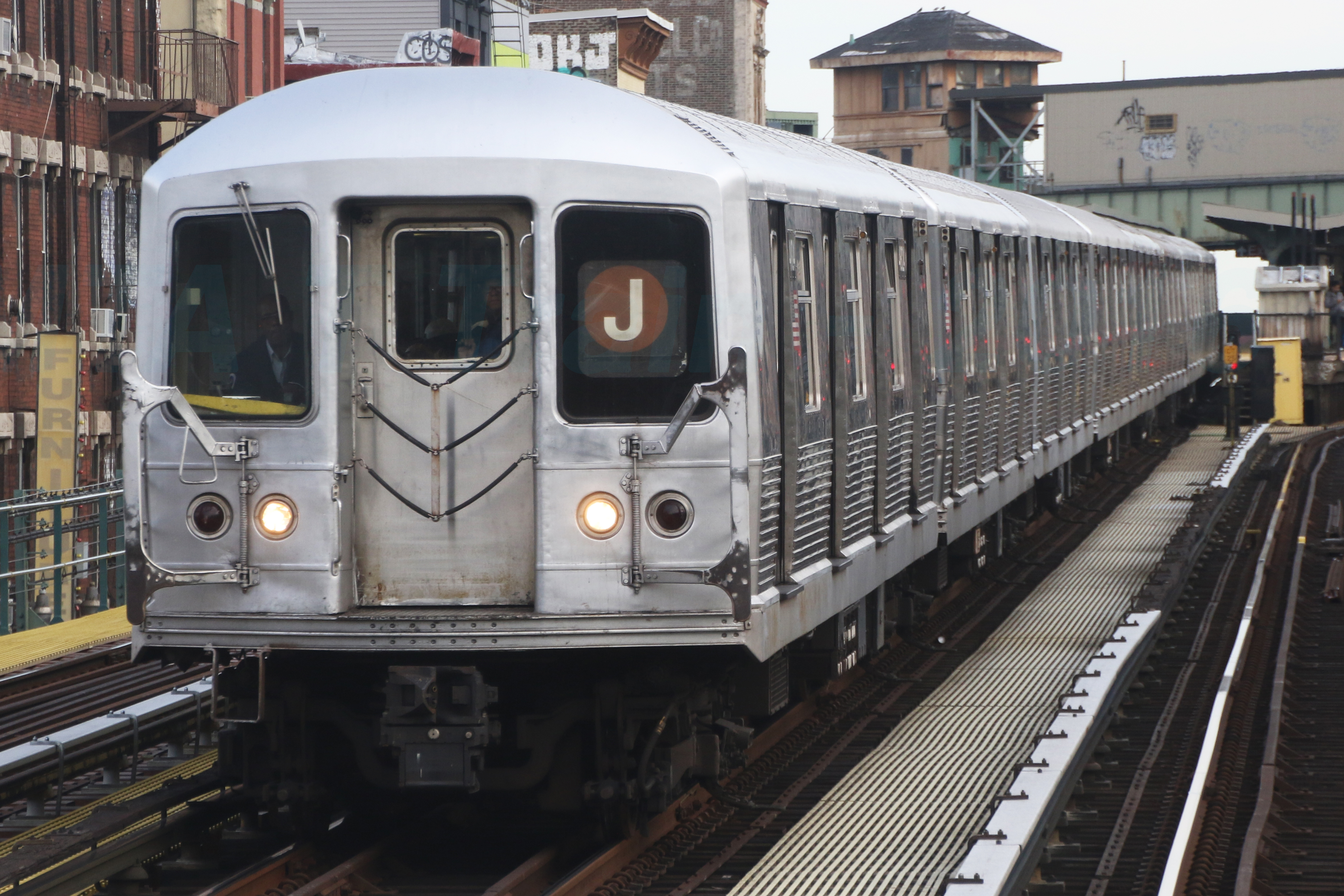
プログラム・フォー・アクションの一環として投入されたニューヨーク市地下鉄R42電車

MTAの通勤鉄道網における車両更新計画も大きく進捗していた:240。1970年に、MTAはペン・セントラル鉄道ニューヘイブン線向けに、144両の高速「コスモポリタン」電車（M2型電車）を発注し、そして翌年にはさらに200両をハドソン線とハーレム線向けに発注した。最初の新車は1971年9月に納入された。地下鉄とロングアイランド鉄道も、どちらも600両以上の新車を納入された:240。地下鉄については、R40とR42が800両、1968年から1973年の間に配置され、ニューヨーク市地下鉄で更新の必要のある車両の数は、1,883両から956両へと、ほぼ半減した。R44の最初の車両は1971年に納入されたが、これは2番街線での使用を予定したものであった。
計画されていた、カナーシー線の延伸と線路付け替えは、線路と一緒に建設するはずであった提案されていた高速道路に対して、地域が反対したことから、1973年に中止された。この年の後半には、ニューヨーク州民の投票により、ロングアイランド高速線を含めた5本の地下鉄延伸の費用を賄うはずであった35億ドルの地方債を削減したことから、ロングアイランド高速道路線が中止された。1971年11月2日に25億ドルを削減したのに続いて、投票により債券発行が減らされた2回目のものであった:238。これによりロウアー・イースト・サイドループ、ユーティカ・アベニュー線、ノストランド・アベニュー線延伸、ジャマイカ・アベニュー線と北東クイーンズ線の建設プロジェクトが遅れることになった:238。1973年の債券発行は、ロングアイランド高速道路線の費用を賄うことに加え、IRTダイアー・アベニュー線のコープ・シティ延伸、INDクイーンズ・ブールバード線のヒルサイド・アベニューおよびスプリングフィールド・ブールバードへの延伸、アトランティック・アベニューのロングアイランド鉄道ターミナルからロングアイランド鉄道と地下鉄双方のロウアー・マンハッタンへの延伸、クイーンズ・ブールバード線を63番ドライブで分岐させて、廃止となっていたロッカウェイ・ビーチ支線を経由してロッカウェイまで延伸といった費用も賄うはずであった。この債券発行と直接関係はないが、一部支線に適用されていた2倍運賃制度は1975年9月1日に廃止された。
MTAは依然として、他の多くのプロジェクトは実現可能であると考えていた。1974年11月には、MTAはアーチャー・アベニュー線のスプリングフィールド・ブールバードまでの区間の開通予定を1981年、63丁目線と2番街線の34丁目から125丁目までの区間の開通予定を1982年と見込んでいた。1983年には、クイーンズのバイパス急行線が開通し、同年には2番街線のブロンクス延伸とBMTジャマイカ線のアーチャー・アベニュー線への付け替えも開通する予定であった。また2番街線の南側へホワイトホール・ストリートまでの延伸は1988年までに、そしてユーティカ・アベニュー線、ノストランド・アベニュー線、ロングアイランド高速道路線とロングアイランド鉄道のイースト・サイド・アクセスのすべてが1993年までには開通すると考えていた。この時点で何本かの延伸案は中止され、計画は40マイル（約64キロメートル）の新しい線路を敷設することになった:244。メトロポリタン・トランスポーテーション・センターに関する予備計画は1975年1月に完了した:17 (PDF p. 20)。トランスポーテーション・センターに対して引き続き反対があったことから、1976年9月に「グランド・セントラル駅代替案」が発表された。この案ではロングアイランド鉄道がグランド・セントラル駅の下層階を代わりに利用することになっていた:18 (PDF p. 21)。

### 1975年-1989年: 財政危機による遅延と計画削減
プログラム・フォー・アクションが進行している中、MTAは財政赤字の増大に苦しみ、次第に運賃の値上げと運行水準の低下につながっていった:236。プロジェクトは、1975年から1976年にかけてのニューヨーク市財政危機により資金が尽き:243、MTAもまた継続的な資金源がなかった（5年計画の資本プログラムは、この後の地下鉄のさらなる衰退に伴って1982年に導入されたものである）。1970年代半ばから1980年代初めにかけて完成させる計画であったプログラム・フォー・アクションの路線群は、この財政危機によりすべて削減するか中止しなければならなくなった。この財政危機のため、プログラム・フォー・アクションの中で2か所だけ完成にこぎつけたアーチャー・アベニュー線と63丁目線は、当初案より短縮されてしかも遅れ、延伸をすべて取りやめてしまう計画もあった:416–417。
MTAがクイーンズにおいて提案していた「40マイルの新しい地下鉄」は、15マイル（約24キロメートル）へと短縮され、ついに最終的には3路線のみが建設されることになった。63丁目線、アーチャー・アベニュー線、そして2番街線の一部区間である。2番街線の建設は1975年に無期限停止となったが、連邦政府がこのさらに10年後に残る2つのプロジェクトへの資金提供を中断した時点で、どちらの路線もまだ完成していなかった。アーチャー・アベニュー線は1988年に開通し、63丁目線もまたその翌年に開通した。どちらの路線も3駅を有し、当初案からは縮小されたものとなった。しかし2番街線の建設は1975年に中断された。クイーンズのジャマイカ東部の高架線と、ブロンクスの3番街線の高架は1985年までに廃止となった。ジャマイカの高架線は、その一部のみがアーチャー・アベニュー線に代替されたが、一方で3番街線については代替する都市鉄道は建設されなかった。

#### 63丁目線地下鉄部

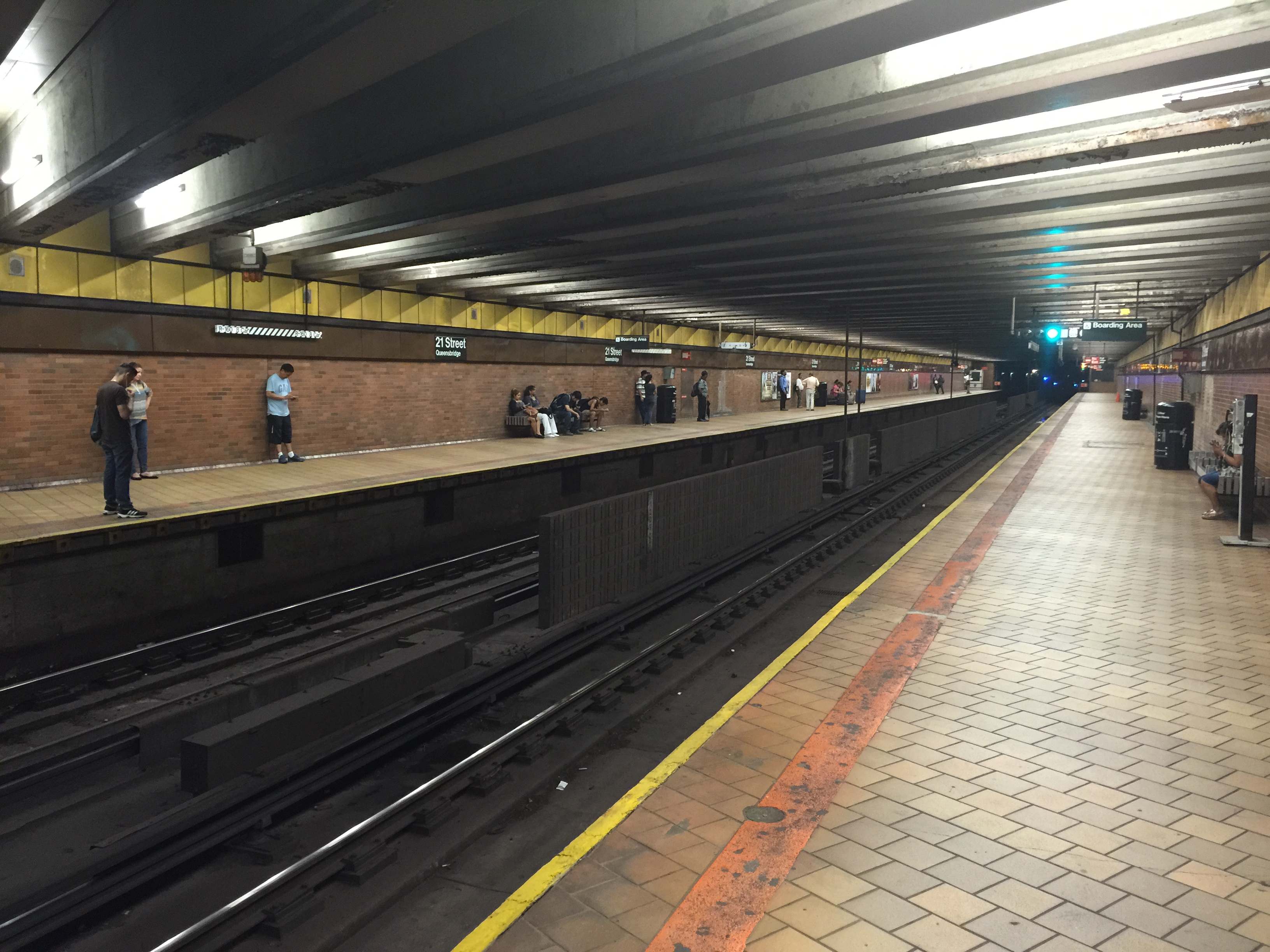
63丁目線の21丁目-クイーンズブリッジ駅

1976年夏までに、セントラル・パークから新しい63丁目トンネルを通ってジャマイカに至る南東クイーンズ線の一部を構成する63丁目線は、計画されていた5.8マイルのバイパス急行線が着工に至っていないこともあり、1987年から1988年へと遅れていた。当局は既存のクイーンズ・プラザ駅隣のノーザン・ブールバードに、クイーンズ・ブールバード線本線の列車と63丁目線/バイパス急行線の列車の乗り換えができる新駅を、1983年か1984年までに完成させようと提案した。この路線のマンハッタン側の区間はこの年に完成した。
ニューヨーク・タイムズは1978年5月に、「新線は1フィート当たり10万ドルかかり、とても短くわずかな乗客にしか利用されない」と述べ、拡大計画は当初の長さの5分の1に削減されたと報じた。この記事ではクイーンズバイパス急行線は「早くても1988年」に遅れると述べ、進展している区間は63丁目線のノーザン・ブールバードまでと「アーチャー・アベニューのわずかな区間」だとした。63丁目線のジャマイカまでの開通日は1985年を予定していた。1979年初めの時点で、40マイルに及ぶ新線を宣言する張り紙が依然として見られたものの、このうち25マイルはこの時点でもはや計画されていなかった:244。1980年には、MTAはプロジェクトを停止して、酷く破壊され老朽化し利用者がいなくなっている、既存の地下鉄構造物に資金を振り向けると決定した。この時点で63丁目線は1985年に完成する予定であったが、バイパス線はそれより後とされていた。1981年に、資金不足によりMTAのすべての新地下鉄・バスプロジェクトに関する入札は、63丁目線とアーチャー・アベニュー線の既に建設されていた区間以外について停止された。MTAは63丁目線をマンハッタンからロングアイランドシティまで完成させることを承認した。
1983年春に、MTAはトンネルについて洗い直し、5つの可能性を検討した。この提案は、トンネルをそのまま放置するものから、ロングアイランドシティに終点を置くもの、1960年代当初のロングアイランド鉄道本線までつなぐものまであり、最後のものはこの時点で10億ドルかかると見積もられていた。21丁目-クイーンズブリッジ駅の1984年時点での利用客予想は、地下鉄網の他の部分に接続しないのであれば、1時間当たり220人であるとされた。MTAはこの路線をより活用できる他の4案を検討した。
1. クイーンズバイパス急行線: 路線をフォレスト・ヒルズ-71番街駅までロングアイランド鉄道本線に沿って延長する。1998年に完成見込みで9億3100万ドルかかる。これは1968年のプログラム・フォー・アクション当初計画でこの路線について提案されていたものである。またこの案は、E系統およびF系統の急行列車の輸送力と旅客数を増やす唯一の案であるとMTAは考えていた。ノーザン・ブールバードに提案されていた駅ではクイーンズ・プラザ駅への乗換コンコースが設けられ、各駅停車、急行、そして新設のバイパス線の列車の間で乗換ができるものとされた[93][1]。
2. 63丁目線をノーザン・ブールバードにおいてINDクイーンズ・ブールバード線の緩行線へとつなぐ。この案はもっとも早い1993年までに完成し、もっとも建設距離が短く（29丁目からノーザン・ブールバードまで約1,500フィート、約450メートル）、最も安い2億2200万ドルであった[93][1]。しかし、地下鉄網で最も混雑しているクイーンズのE系統およびF系統は、こうした接続では輸送力増強とならず[94][95]、一方で63丁目線は線路容量の3分の1の列車しか走らせられず、さらに将来的な路線延長の実現可能性を減じることになった[95]。またこの案では、G系統をクイーンズ・ブールバード線で各駅停車として運行するのを止めて、コート・スクエア駅で折り返さなければならない[1]。この案に似たものが最終的に選ばれ、F系統は混雑緩和のために63丁目線経由に変更され、G系統はコート・スクエア駅以北の運行を打ち切られた[32][96][97]。
3. 路線をサニーサイド車両基地（英語版）経由で延長し、ロングアイランド鉄道モントーク支線（英語版）に乗り入れて、ジャマイカのアーチャー・アベニュー線下層階へ直接向かう。クイーンズのモントーク支線は現状貨物列車のために用いられており、旅客列車は1998年に廃止されている。この路線を改築して電化するものであった。モントーク支線は121丁目のすぐ西のルファーツ・ブールバードでBMTジャマイカ線の高架区間に合流し、BMT側からアーチャー・アベニュー線へのアプローチを利用する。ジャマイカの高架線はブルックリンのクレセント・ストリート駅までに短縮され、バスで代行される。新駅を、サニーサイド車両基地内のトムソン・アベニュー、モントーク支線沿いにかつてのフレッシュ・ポンド駅跡のフレッシュ・ポンド・ロード、かつてのリッジウッド駅跡のウッドヘイブン・ブールバードに設ける計画であった。モントーク支線の廃止となったリッチモンド・ヒル駅は、改修されて地下鉄対応用に延長される予定であった。ロングアイランド鉄道は夜間に貨物列車専用にこの線路を使用する。5億9400万ドルかかり、開通は1997年とされたが、計画上は新しい跨線橋などを設けて踏切を除去するとしていたものの、列車の通行が増大することと多くの踏切の危険性を恐れたため、モントーク支線沿線住民は反対していた[93][1]。
4. この路線をサニーサイド車両基地内に設ける新しい地下鉄とロングアイランド鉄道のターミナル駅トムソン・アベニューまで延長し、クイーンズ・プラザ駅への徒歩乗換を提供し、モントーク支線でローズデールやクイーンズビレッジへ向かう新たなロングアイランド鉄道の系統へも接続する。ロングアイランド鉄道は改築され、平面交差が除去され、電化される。リッチモンド・ヒル駅はロングアイランド鉄道の列車本数増加に備えて改築され、ホリス駅とクイーンズ・ビレッジ駅は相対式ホームから島式ホームに改築される。4億8800万ドルかかり、1995年完成とされたが、やはりモントーク支線沿線住民から反対された[93][1]。

中央クイーンズの郊外にあるグレンデール、リッジウッド、ミドル・ビレッジといったコミュニティは、それらのそばを通っているモントーク支線に関わるいかなる提案にも強く反対した。最終的に合意された計画は、2億2200万ドルの費用と少なくとも8年をかけて、トンネルをINDクイーンズ・ブールバード線へとつなぐというものであった。このプロジェクトは1時間当たり16,500人の乗客を見込めるとされた。これは、何もしないという以外ではもっとも安い案であった。MTAの取締役会はこの計画を1984年12月14日に承認した。63丁目線のロングアイランドシティまでの区間は、1985年末までに開通すると見込まれた。
1985年までに、この路線の建設費は8億ドルに達しており、使用可能にするためには修理にさらに2億ドルを要するとされた:355。MTAはこの路線の放棄も検討したが、トンネルが検査されて健全であると診断されたことから、MTAはクイーンズのロングアイランドシティに、21丁目-クイーンズブリッジ駅を追加することを決定した:355。しかし、63丁目線の東部クイーンズへの延伸はもはや計画されていなかった。ただし、21丁目-クイーンズブリッジ駅を過ぎたところのトンネル終端部に、将来的な急行バイパス線に向けた準備工事が実施された。
1984年の提案に基づいて実行に移されたものはなかった。63丁目線は10年以上の遅れを経て、1989年に開通したが、終点は21丁目-クイーンズブリッジ駅であり、かつては壮大な計画の路線は「どこにもつながらない役に立たない地下鉄」となった。1990年に、クイーンズ・ブールバード線接続の修正案が選択され、クイーンズ・ブールバード線の緩行線と急行線の双方の線路につなげられることになった。2001年に、29丁目にある63丁目線のクイーンズの終端部からクイーンズ・ブールバード線の36丁目駅への接続が完成し、クイーンズ・ブールバード線の緩行および急行列車の双方が63丁目線へと走れるようになった。この接続工事には6億4500万ドルがかかり、大きな系統変更が行われた。1985年の接続案では、B系統、N系統（1987年までクイーンズ・ブールバード線を運行）、Q系統（当時はQB系統と呼称）、そしてK系統の復活が63丁目線経由でクイーンズ・ブールバード線またはバイパス線へと延伸されることになっており、一方F系統は53丁目経由のままとされることになっていた。連絡線工事の一環として、将来的なバイパス線や乗換駅の建設といった工事を容易にするために、新たな準備工事が実施された。

#### 63丁目線ロングアイランド鉄道部

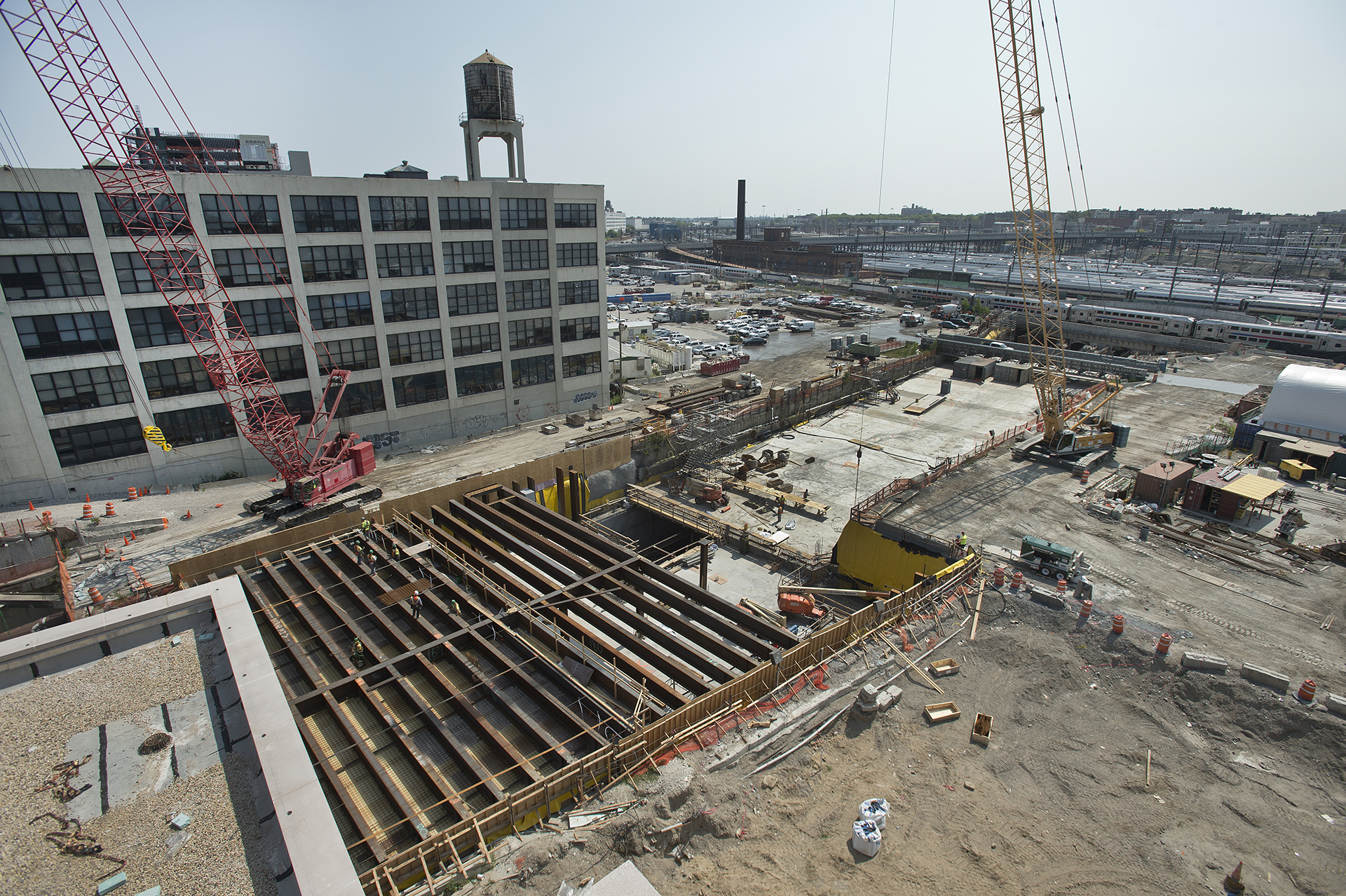
ロングアイランドシティにある63丁目トンネル東端部、イースト・サイド・アクセス向けの工事中、ここには将来の地下鉄用の準備工事もされている

ロングアイランド鉄道の列車が計画中のメトロポリタン・トランスポーテーション・センターへ乗り入れるために使うことになっていた、63丁目トンネル下層部の建設は、上層部の地下鉄階とともに完成した。しかし、トンネルが完成する前にロングアイランド鉄道のプロジェクトは中止されていた。ニューヨーク・タイムズは、1976年時点で63丁目トンネル下層階は依然として建設中であったが、「上層部はこのトンネルが決して使われないであろうことを知っていた」と書いている。MTA議長のリチャード・ラヴィッチは、この工事を中断するのは不可能であるか、あるいは残りの地下鉄部分の工事を実質不可能にしてしまうほど高くつくと述べた。全長8,600フィート（約2,600メートル）の「どこにもつながらないトンネル」は、「上層階の地下鉄トンネルを支えるという、おもに構造上の理由で」完成させられた。
同様の計画であるイースト・サイド・アクセスは2006年12月に着工した。イースト・サイド・アクセス・プロジェクトでは、グランド・セントラル駅の下に新たなロングアイランド鉄道のターミナルを建設し、63丁目トンネルの下層階を使う予定となっている。

#### アーチャー・アベニュー線

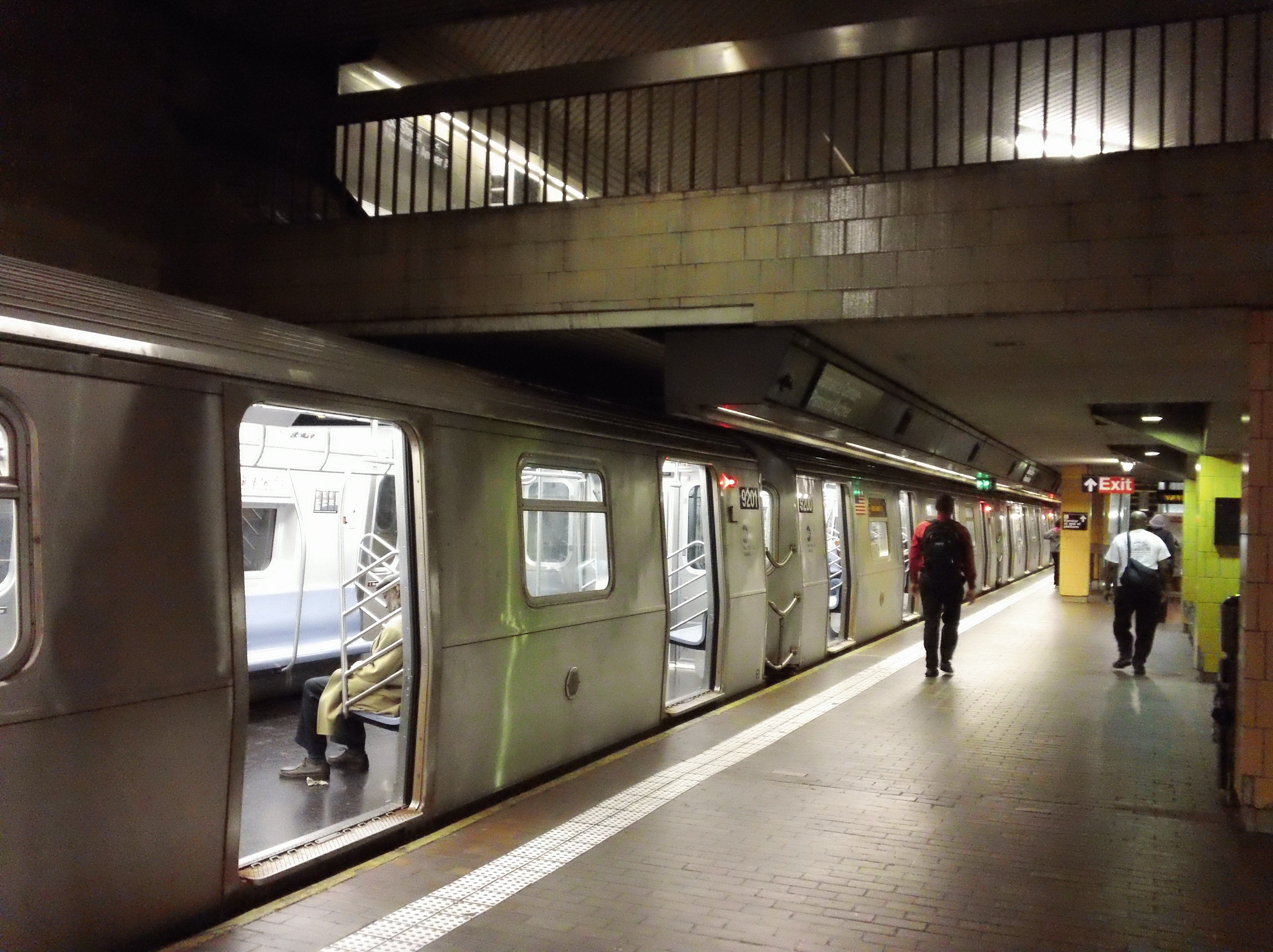
アーチャー・アベニュー線のジャマイカ・センター-パーソンズ/アーチャー駅

アーチャー・アベニュー線は当初、63丁目線の一環として、計画されていた南東クイーンズ線、そしてジャマイカ高架線の代替線として着想されたものであった。1976年5月までに、アーチャー・アベニュー線の区間は1983年までに完成すると見込まれていた。しかし1975年から1976年にかけてのニューヨーク市の財政危機により市は債務不履行に陥り、1980年10月に当局はこのプロジェクトを停止し、資金を既存の構造物の修繕へ回すと決定した。この時点でアーチャー・アベニュー線は1984年に完成すると見込まれていた。1981年に、プログラム・フォー・アクションの2路線を除いて新規のプロジェクトに対する入札すべてを停止した際に、MTAはジャマイカ地区の経済改善を助けるために、アーチャー・アベニュー線については完成させることを承認した。
この路線もまた、コンクリートの品質、トンネルへの漏水、建設の速度に関する合意の不成立、そしてトンネルの状態に基づいて連邦の都市大量輸送管理局が資金投入をためらっていたことから、建設が遅れていた。しかしながら、予定されていた期日よりも1年早い1983年に完成した。市の財政危機により、計画されていた地下鉄路線はジャマイカ・センター-パーソンズ/アーチャー駅までに短縮され、ロングアイランド鉄道のローカスト・メイナーの線路敷を利用した延伸案のための準備工事も用意された。路線は1988年12月11日に、当初予算のほぼ5倍の費用をかけて、大幅に短縮された全長2マイル（約3キロメートル）で開通した。この路線はジャマイカ・センターまでに短縮されたため、スプリングフィールド・ガーデンズに計画されていた「近代的なターミナル」は建設されず、線路容量は2層の構造を合わせて1時間に12本までと、大きく制約を受けることになった。

#### 2番街線

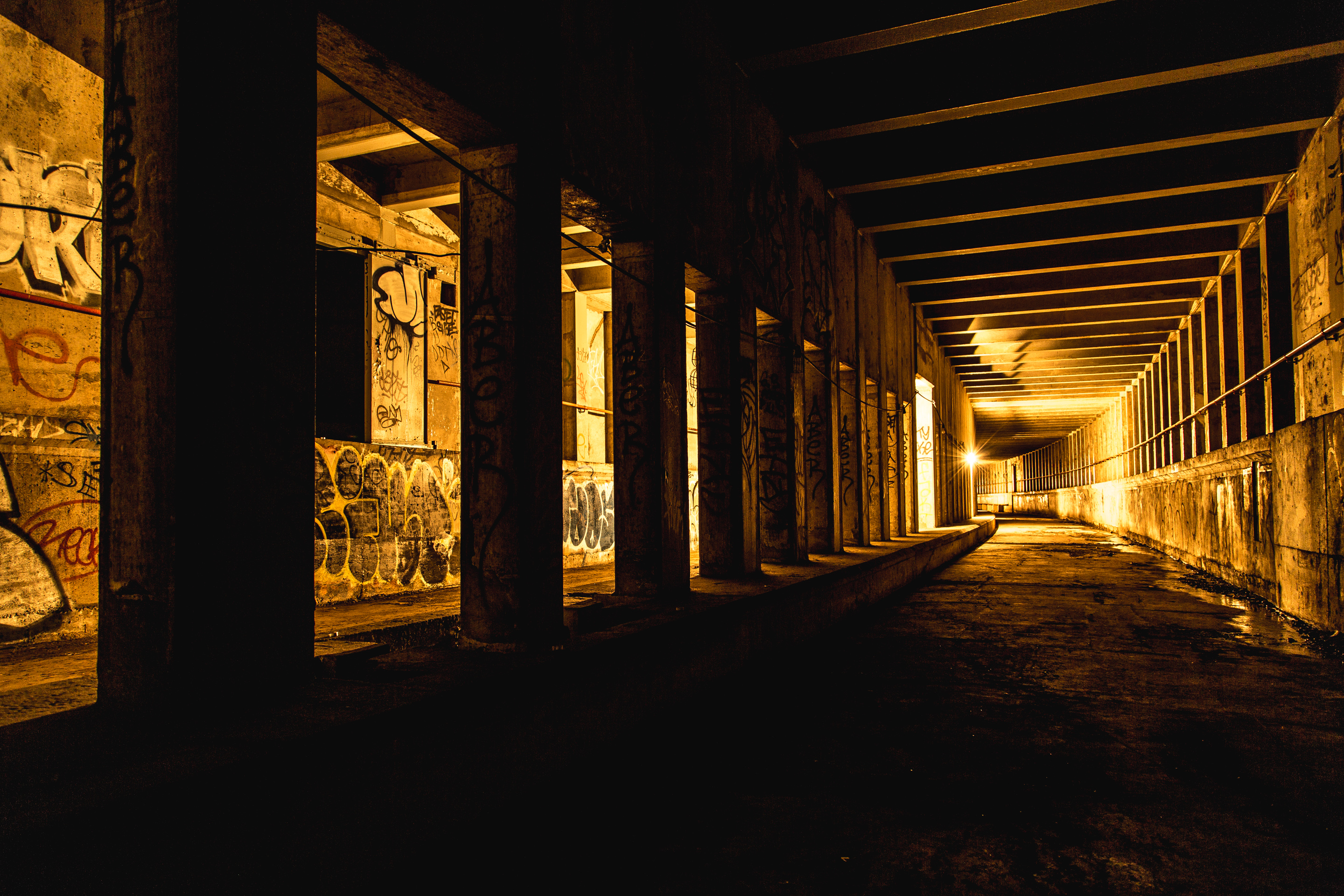
放置されている2番街線のトンネル

IND2番街線は、プログラム・フォー・アクションの旗艦プロジェクトであるとされていた。1964年の報告では、完成させるべきプロジェクト一覧の中で最優先を与えられていた。この路線を建設しようとする過去の試みは失敗に終わっており、ニューヨーク市は過密となっているIRTレキシントン・アベニュー線の救済のためにも、2番街線を完成させたいと望んでいた。トンネルのうち22ブロックは最終的に建設された。さらにイースト・ヴィレッジにおいてトンネル工事の準備がさらに7ブロックにおいてなされていたが、実際に掘削はされなかった。
しかし、1975年から1976年にかけての財政危機に加え、都市の住民が大規模に郊外に移転していったことにより、MTAも市も2番街線を完成させる資金がなくなった。2番街線の建設は1975年9月29日に中断され、クリスティー・ストリート連絡線とBMT63丁目線への接続を除いて、3区間のみが完成していた。ニューヨーク市地下鉄の歴史でも最低の時期であった1978年に、州の会計監査役のアーサー・レヴィットが、この路線を完成させる計画はないと述べた。完成させられなかったことから、1981年から地下鉄利用者の代表者をしていたジーン・ラッシアノフは、「ニューヨーク市で決して建設されないもっとも有名なもので、誰もが正しく疑っている。何度も約束されたが結局実現しない」と述べた。
アッパー・イースト・サイドにおいて、この路線を完成させるための債券発行が2005年に承認された。新しいプロジェクトでの建設は2007年に開始され、第1段階として72丁目駅から96丁目駅までの区間が2017年1月1日に開通した。第2段階のイースト・ハーレムまでは、96丁目駅以北にある1970年代に建設されたトンネル区間を利用する予定となっている。

## 運転系統変更
プログラム・フォー・アクションの結果として2回の系統変更が実施された。1回目の変更は1988年12月11日日曜日にアーチャー・アベニュー線が開通した際に実施された。2回目の変更は1989年10月29日日曜日に、63丁目線が開通した際に実施された。
ほとんどの系統変更はアーチャー・アベニュー線開通時に実施されたものである。しかし一部の変更は完全に偶然なものである。こうした変更は1日370万人を超える利用客に影響を与えた。1回目の変更の翌日である1988年12月12日に、ラッシュ時の地下鉄利用者に地図が配布された。
- B系統、D系統、Q系統はすべて、マンハッタン橋改良工事の一環として、BMTブロードウェイ線急行線からIND6番街線急行線へと移された。これらの系統がブロードウェイ線の急行列車のすべてであったため、これ以降ブロードウェイ線の急行運転はなくなった。これによりB、D系統の分離した区間はなくなった（6番街線のB/D系統はブロードウェイ線のB/D系統と異なり、6番街線の34丁目-ヘラルド・スクエア駅を出発してIND8番街線とINDコンコース線を経由してアッパー・マンハッタンおよびブロンクスへ向かっていた）[30][118]
- A系統はブルックリンのINDフルトン・ストリート線での急行運転の本数が増加した[30][119]。
- C系統の緩行列車の本数が増加した[30][119]。
- IND8番街線を緩行運転していたK系統はBおよびC系統に代替された。B系統はアッパー・マンハッタンでK系統を置き換えるため、日中の本数が増加した[30][118][120]。
- 57丁目駅とグランド・ストリート駅の間の6番街シャトルの運転は廃止された。平日はQ系統、週末はB系統に代替された[118]。
- B系統の列車は平日にはBMTアストリア線経由アストリア-ディトマース・ブールバード駅への運行をしなくなった。この代わりにN系統の運転本数が増加した[118]。
- E系統系統とJ系統の列車がジャマイカ・センター-パーソンズ/アーチャー駅へ運転するようになった。バスも、新たな地下鉄系統に対応するために、169丁目駅から新しいジャマイカ・センター-パーソンズ/アーチャー駅へと経路変更された[1][119]。途中駅を通過するZ系統の列車が、従来のJ系統に沿って導入された。1976年以前に運行されていた途中駅通過に似たものである[118][119]。
- R系統の列車が、東部INDクイーンズ・ブールバード線のE系統置き換えのためにジャマイカ-179丁目駅まで延長された。このほかF系統の列車は平日には169丁目駅を通過する[30][119]。
- M系統の列車はバワリー駅に日中のみ停車する[119]。
- 何本かのバスの系統が改称された。特にブルックリンを示すBの記号を付けていながら、主にクイーンズで運行されていた系統について改称された[117]。

対照的に、63丁目線開通時にはわずかな系統変更のみであった。B系統とQ系統、それにJFKエクスプレスがマンハッタンの57丁目/6番街駅からクイーンズの21丁目-クイーンズブリッジ駅へと延長された。しかしJFKエクスプレスは6か月たたない1990年中に廃止された。2001年に63丁目線連絡線が開通した際には地下鉄網全体でさらに大規模な系統変更となり、B系統やQ系統が63丁目トンネルを通らなくなり、F系統の急行がクイーンズ・ブールバード線から63丁目線へ運行されるようになり、平日はG系統がコート・スクエア駅へ行かなくなり、かつてF、G系統が運行していたクイーンズ・ブールバード線の区間をカバーするためにV系統が設定された。しかし、それも2010年に廃止され、ブロードウェイ-ラファイエット・ストリート駅から2番街駅までの区間を除く全区間はM系統に代替された。